# Frente oriental (Segunda Guerra Mundial)
El frente de la Europa Oriental, fue un teatro de operaciones de la Segunda Guerra Mundial en el que entraron en conflicto las potencias del Eje europeo contra la Unión Soviética (URSS), Polonia y otros aliados, que abarcaban Europa Central, Europa del Este, Europa del Noreste (Bálticos) y el Sudeste de Europa (Balcanes). El frente estuvo activo desde el día 1 de septiembre de 1939 hasta el 9 de mayo de 1945. En la Unión Soviética y algunos de sus estados sucesores se la conoce como la Gran Guerra Patria (en ruso: Великая Отечественная война; Velíkaya Otéchestvennaya voyná), mientras que en el resto del mundo se la llama el frente oriental y fue abierto por la Alemania nazi con la operación Barbarroja el 22 de junio de 1941 —o, desde una consideración más amplia, al invadir Polonia el 1 de septiembre de 1939 (manteniéndose inactivo temporalmente en 1940) hasta 1945 con la conquista por parte de la Unión Soviética de Berlín, la capital de la Alemania nazi.
El frente oriental fue decisivo para determinar el resultado en el teatro de operaciones europeo en la Segunda Guerra Mundial, y finalmente sirvió como la razón principal de la derrota de la Alemania nazi y las naciones del Eje.
Debido a que la ideología nazi se oponía a los movimientos eslavos, judíos y comunistas, mientras que el ideario soviético era opuesto al fascismo, la guerra en el frente oriental se caracterizó por la concurrencia de genocidios en casi todos los países ocupados, así como la constante violación de las acuerdos obtenidos en las Convenciones de Ginebra. En este frente perdieron la vida 26 millones de soviéticos, 6,5 millones de alemanes y aliados del Eje y casi 6 millones de polacos (más de la mitad eran polacos judíos), más de un 60 % de las víctimas de esa guerra en todo el mundo. Se estima que en el frente oriental murieron el 73 % de los soldados alemanes que murieron en la guerra y, en el caso de Bielorrusia, Ucrania y Polonia, más del 20 % de la población civil fue asesinada. La aniquilación de vidas humanas fue tal, que se llegó a hablar de Rusia como «la tumba del ejército alemán».
Tras los cercos de Minsk en julio, Kiev en septiembre y Viazma en octubre de 1941, los alemanes hicieron tres millones de prisioneros soviéticos, que fueron los primeros en ser asesinados en las cámaras de gas de los campos de exterminio.
Enfrentado a una guerra total, Stalin no dudó en practicar la táctica de tierra quemada ya probada contra Napoleón en 1812, en organizar una guerra de guerrillas, trasladar todas las industrias soviéticas a la retaguardia y en hacer todos los sacrificios necesarios.
Tras la paralización de la ofensiva alemana en diciembre de 1941 y con algo de ayuda de los aliados occidentales, la Unión Soviética pudo reconstruir su ejército, movilizar a todo el país en nombre de defensa de la patria, y para 1942 la producción de armamento soviética ya era superior a la alemana.
La guerra librada en Europa Oriental durante la Segunda Guerra Mundial puede dividirse en varias etapas:
- Apertura del frente: Invasión alemana de Polonia,[19] invasión soviética de Polonia
- Preparaciones soviéticas: Guerra de Invierno, Ocupación de las Repúblicas Bálticas, Ocupación soviética de Besarabia y el norte de Bucovina
- Distracción de los Balcanes: Guerra greco-italiana, invasión de Yugoslavia, invasión de Grecia
- Invasión de la Unión Soviética: Operación Barbarroja, Batalla de Moscú, Cerco de Leningrado, Guerra de Continuación
- Segunda Ofensiva alemana. Con la Operación Azul, los alemanes desarrollan como objetivos estratégicos, durante el segundo año de guerra en la URSS, la conquista del Cáucaso (con sus campos petrolíferos) y la región sur del Volga, zona industrial y de comunicaciones vital para la economía soviética
- Punto de inflexión: el contraataque soviético planificado como Operación Urano, derivó en la derrota alemana en la batalla de Stalingrado y la retirada de la Wehrmacht desde el Cáucaso, finalmente los alemanes lanzan en 1943 la Operación Ciudadela, su última gran ofensiva en la Unión Soviética que termina sin que ninguno de sus objetivos estratégicos se cumplan tras la Batalla de Kursk.
- Contraataque soviético: Batalla del Dniéper, Ofensiva del Dniéper-Cárpatos, Ofensiva de Leningrado-Nóvgorod, Operación Bagratión, Ofensiva Leópolis-Sandomierz.
- Avance hacia Alemania: Ofensiva del Vístula-Óder, Ofensiva de Pomerania Oriental, Ofensiva de Prusia Oriental, batalla de Berlín.

## Países beligerantes
Los países que participaron en la invasión a la Unión Soviética y enviaron cantidades importantes de sus ejércitos a este frente fueron principalmente: Alemania, Rumania, Hungría, Italia, y Finlandia, otros países como Croacia, y Eslovaquia también enviaron contingentes, pero su contribución fue mucho menor. Países como Bélgica, Países Bajos, Noruega, Suecia, España, Dinamarca, Francia de Vichy y otros países aliados u ocupados por las Fuerzas del Eje enviaron contingentes voluntarios que lucharon integrados en unidades regulares de la Wehrmacht o de las Waffen SS.
Otros países neutrales como Suecia, Turquía, Bulgaria, entre otros, ayudaron al esfuerzo bélico alemán enviando materias primas y otros suministros, si bien sus contribuciones no fueron determinantes y no tomaron parte activa en los combates. Cabe resaltar que intereses particulares en los Estados Unidos, Reino Unido y Japón ayudaron a financiar la industria bélica alemana en los años 30.
A principios de marzo de 1941, Bulgaria  se adhirió al Pacto Tripartito y al Pacto Antikomintern y, en abril del mismo año, participó en el ataque a Yugoslavia y Grecia acaudillado por Alemania. A cambio, Bulgaria recibió la mayor parte de la Tracia de Grecia, y también Macedonia y algunas partes del este de Serbia de Yugoslavia. Si bien Bulgaria participó en la campaña de los Balcanes, y aunque el 12 de diciembre de 1941 el rey Boris III le declaró la guerra a los Estados Unidos y al Reino Unido, se negó a participar en la invasión alemana de la Unión Soviética en junio de 1941, e incluso continuo manteniendo relaciones diplomáticas con la Unión Soviética. Sin embargo, cuando las tropas soviéticas se acercaron a sus fronteras a finales del verano de 1944, la Unión Soviética declaró la guerra a Bulgaria. En octubre de 1944, Bulgaria abandonó su alianza con la Alemania nazi y le declaró la guerra.

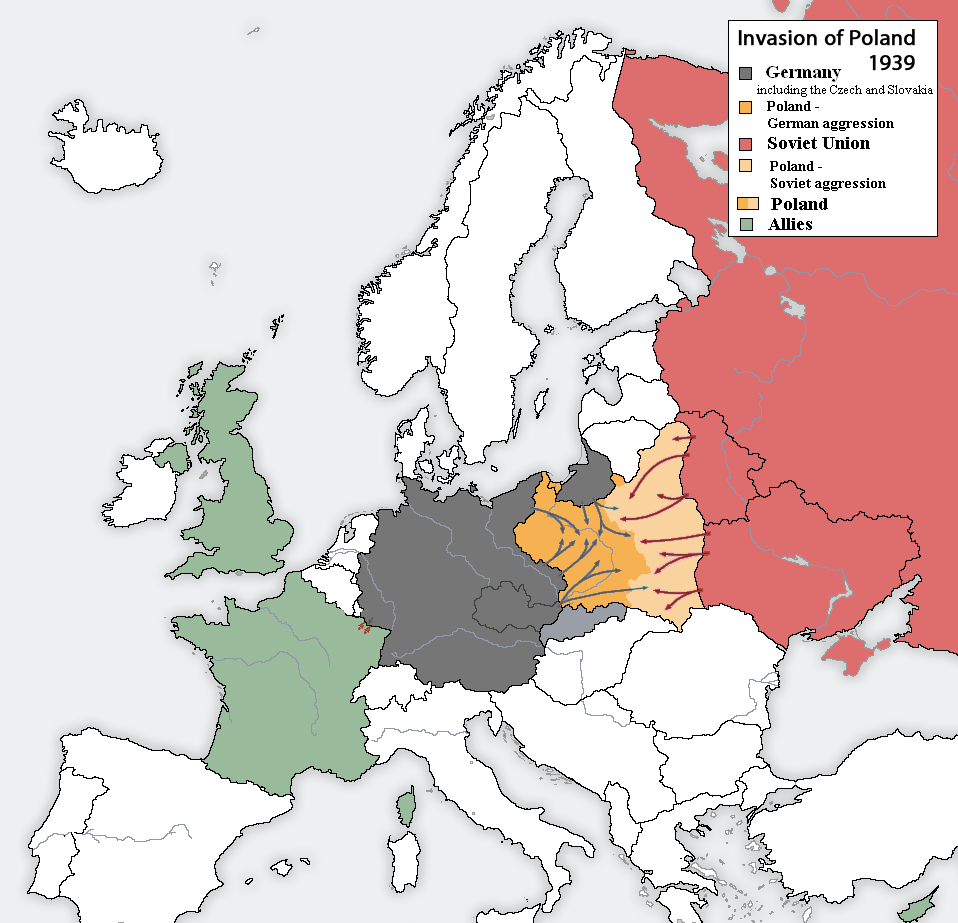
Situación política de Europa después de la invasión de Polonia.

El 1 de septiembre de 1939, con el inicio de la Segunda Guerra Mundial, España declaró inmediatamente la «neutralidad más estricta para todos los súbditos españoles» y exigió garantías a las potencias beligerante de que respetarían su neutralidad. El 13 de junio con Francia a punto de caer, Franco cambio el rango de España de neutral a «no beligerante». Situación en la que se mantendría hasta 1943 cuando la caída de Mussolini en julio de 1943, tras el desembarco aliado en Sicilia, y una mayor hostilidad de Estados Unidos hacia el régimen franquista (véase Incidente Laurel), le obligaron a volver de nuevo a la «estricta neutralidad»
Por otra parte, la Unión Soviética; en esta última se incluyen las tropas de las distintas repúblicas constitutivas de la unión principalmente: Rusia, Ucrania y Bielorrusia, pero también Kazajistán, Kirguistán, Tayikistán, Uzbekistán, Azerbaiyán, Estonia, Letonia, Lituania, Armenia y Georgia. Además países como Mongolia y la República Popular de Tuvá ayudaron de forma destacada a la Unión Soviética mediante el envío de grandes cantidades de suministros, alimentos, materias primas y de miles de voluntarios que lucharon integrados en unidades regulares del Ejército Rojo, así mismo ambos países financiaron la compra de grandes cantidades de equipo bélico mediante contribuciones particulares de sus ciudadanos.
La República Popular de Tannu Tuvá declaró oficialmente la guerra a Alemania y a sus aliados, el 22 de junio de 1941, el mismo día de la invasión alemana de la Unión Soviética, convirtiéndose así en el primer país aliado de la Unión Soviética en su lucha contra la Alemania nazi. Antes incluso que el Reino Unido: el mensaje de radio de Winston Churchill dirigido al pueblo soviético se transmitió a las 11 de la noche del 22 de junio, y llegó un mensaje similar de Tuvá, en la primera mitad del mismo día.
La participación de los partisanos griegos, albaneses y yugoslavos también fue muy importante, al mantener ocupados en tareas de guarnición y policía a un número desproporcionado de tropas alemanas y de sus aliados, que de otro modo, podrían haberse utilizado en otros frentes más importantes. Así por ejemplo, en octubre de 1943 había 610.000 soldados alemanes desplegados en los Balcanes, mientras que únicamente 330.000 soldados alemanes estaban combatiendo en Italia contra los aliados occidentales.

## Antecedentes

### Auge del nazismo
Al rendirse Alemania en la Primera Guerra Mundial y tras la disolución del Imperio austrohúngaro, se creó en Europa central y oriental un vacío de poder que ninguna nación pudo llenar. Con la llegada al poder del comunismo y el nazismo a la Unión Soviética y Alemania respectivamente, el panorama político europeo se volvió inestable. Los nazis tenían ambiciones expansionistas y sus esfuerzos de rearme lo demostraban.
Alemania llevaba la delantera, aspirando recuperar su puesto de potencia central, ya que la economía alemana estaba mostrando mejorías y su clase media estaba resurgiendo. En esta época Hitler llegó al poder y dotó de una naturaleza claramente ofensiva a ese resurgimiento de Alemania, desafiando el Tratado de Versalles e iniciando un proceso de rearme. Los gobiernos occidentales, representados por el Reino Unido, Francia, Polonia y Checoslovaquia, empezaron entonces a formar alianzas entre ellos, intentando aislar a las dos naciones anteriores. Sin embargo, la política de apaciguamiento impulsada por el primer ministro británico Neville Chamberlain y que caracterizó a otros países europeos, le concedió a Hitler muchos logros, con los que fue ganando influencia en los países de Europa Central.
Para 1939 Alemania poseía influencia política sobre Austria, Checoslovaquia, Hungría, Rumania y varias naciones de los Balcanes. Stalin observaba impotente cómo Alemania se hacía cada vez más poderosa, mientras que la Unión Soviética se quedaba cada vez más aislada internacionalmente.

### Pacto Ribbentrop-Mólotov

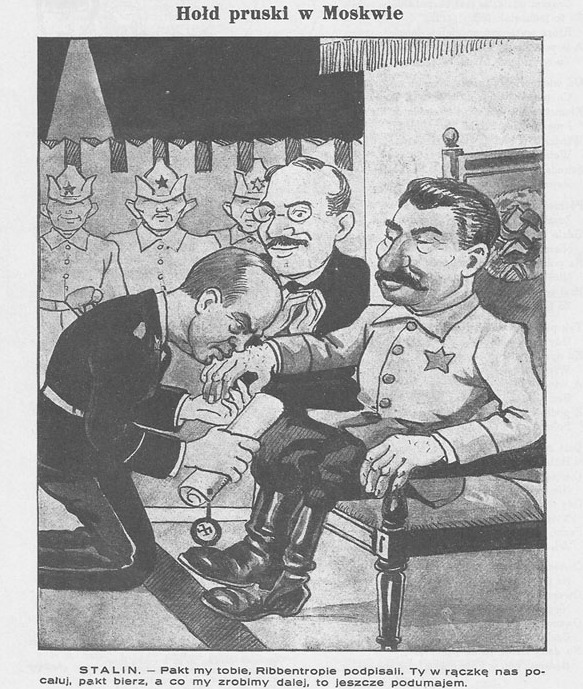
Caricatura polaca donde Ribbentrop rinde tributo a Stalin.

Para abril de 1939, la intención de Hitler de recuperar el territorio alemán perdido en 1918 y entregado a Polonia era evidente, ya que había renunciado al Pacto de No Agresión que había firmado con este país cinco años atrás. Stalin era consciente de que finalmente tendría que enfrentarse a Alemania, tanto como de que su ejército aún no estaba listo. Desesperada, la Unión Soviética buscó aliados en Francia y Gran Bretaña, pero este último país respondió enviando delegados en barco, a pesar de que sabían que la petición soviética era urgente. Cuando estos delegados llegaron en agosto, los soviéticos descubrieron que no poseían ningún poder especial para negociar. La opinión soviética era que las naciones occidentales no tenían deseos de evitar la invasión de Polonia, ya que podían sacrificar a este país, si esto llevaba a que finalmente Alemania y la Unión Soviética se aniquilaran entre sí.
Finalmente, en la segunda semana de agosto, las naciones occidentales dieron una respuesta positiva. Sin embargo, las negociaciones se estancaron al llegar al tema de la defensa de Polonia. El gobierno polaco no deseaba que las tropas soviéticas entraran en su territorio, a pesar de que sabían que la invasión alemana era inminente. Las naciones occidentales presionaron a Polonia para que aceptara esta condición, pero el gobierno polaco dejó claro que prefería que su país fuera invadido por Alemania antes que por la Unión Soviética. En aquel momento, Polonia confiaba plenamente en sus alianzas con Francia y el Reino Unido, por lo que no veía la alianza con su desconfiable vecino como algo esencial. Las negociaciones fueron suspendidas y la Unión Soviética se encontró sola de nuevo ante Alemania.
El 19 de agosto de 1939, el ministro de Relaciones Exteriores alemán Joachim von Ribbentrop visitó Moscú para la firma de un tratado comercial con la Unión Soviética. Una vez allí, Ribbentrop sugirió a Viacheslav Mólotov que discutieran expandir el tratado a temas relacionados con la política exterior, ya que las empresas alemanas querían tener ciertas garantías ante las futuras buenas relaciones entre ambas naciones. Se presume que esta aproximación alemana tuvo lugar solo porque Hitler también consideraba que su ejército tampoco estaba listo para ocupar la Unión Soviética, ya que la ideología hitleriana no permitía la coexistencia pacífica con este país. Finalmente, el 23 de agosto se firmó el Pacto Ribbentrop-Mólotov, que definía los límites de las esferas de influencia soviética y alemana, lo que en otras palabras se podía traducir como el reparto de Europa Oriental
El Protocolo Adicional Secreto de dicho pacto especificaba el reparto de Polonia, Rumania y países bálticos.

### Invasión de Polonia[19]
El 1 de septiembre de 1939, Alemania invadió Polonia, y para sorpresa de Hitler, Gran Bretaña y Francia le declararon la guerra dos días después. Una pequeña fuerza de Eslovaquia invadió también desde los montes Cárpatos al sur.
El ejército polaco no había sido movilizado completamente ni había renovado su armamento en forma satisfactoria, lo que explica que participaran cuerpos de caballería, por completo obsoletos, en la batalla. La planicie polaca era ideal para el uso de la Blitzkrieg, la nueva táctica militar alemana, que intentaba evitar el estancamiento del frente, tal como había ocurrido en la Primera Guerra Mundial. El ejército polaco no estaba listo para esta táctica y desplegó toda su fuerza a lo largo del frente, sin profundidad suficiente en sus líneas. Cuando los tanques alemanes cruzaron las líneas por distintos puntos del frente, no atacaron a las fuerzas polacas, sino que las rodearon cortando su retaguardia, dejándolas aisladas. Después llegó la infantería pesada alemana, que acabó con las bolsas polacas.
Después de la victoria alemana en la batalla de Bzura, el éxito de la invasión estuvo asegurado, y las fuerzas polacas se retiraron al este, con el objetivo de resistir allí hasta que llegase la ayuda anglo-francesa. Se intentó evacuar a la población civil hacia zonas más seguras, pero el rápido avance alemán impidió que la evacuación tuviera éxito. El 17 de septiembre, la Unión Soviética invadió Polonia desde el este, y el plan de contingencia polaco se desmoronó. Con la batalla perdida, las tropas polacas empezaron a ser evacuadas por el sur hacia Rumania.
Para el 1 de octubre Polonia fue completamente ocupada y el 6 de octubre la invasión concluyó, y en ningún momento la ayuda aliada prometida dio muestras de materializarse. Muchos soldados polacos lograron escapar y se unieron a las filas francesas y británicas, contribuyendo enormemente en la guerra. Además, en Polonia se formaron múltiples movimientos de resistencia política y militar, siendo el más conocido el Armia Krajowa, que obtuvieron resultados notables contra la ocupación nazi.
En la Polonia ocupada por Alemania la calidad de vida de los polacos se empezó a deteriorar rápidamente, especialmente la de los judíos, ya que la ideología nazi los calificaba como infrahumanos (Untermensch). En el lado soviético, la población también fue humillada, en este caso no por su raza sino por su afiliación política. En la llamada masacre de Katyn, miles de oficiales polacos fueron ejecutados en masa. Hubo fusilamientos de prisioneros de guerra, principalmente militares polacos que habían participado en la guerra polaco-soviética de 1919-1921.
Como consecuencia de la Campaña de septiembre, la Polonia ocupada consiguió crear un poderoso movimiento de resistencia y contribuyó con fuerzas militares significativas al esfuerzo aliado durante el resto de la Segunda Guerra Mundial.

### Guerra de Invierno

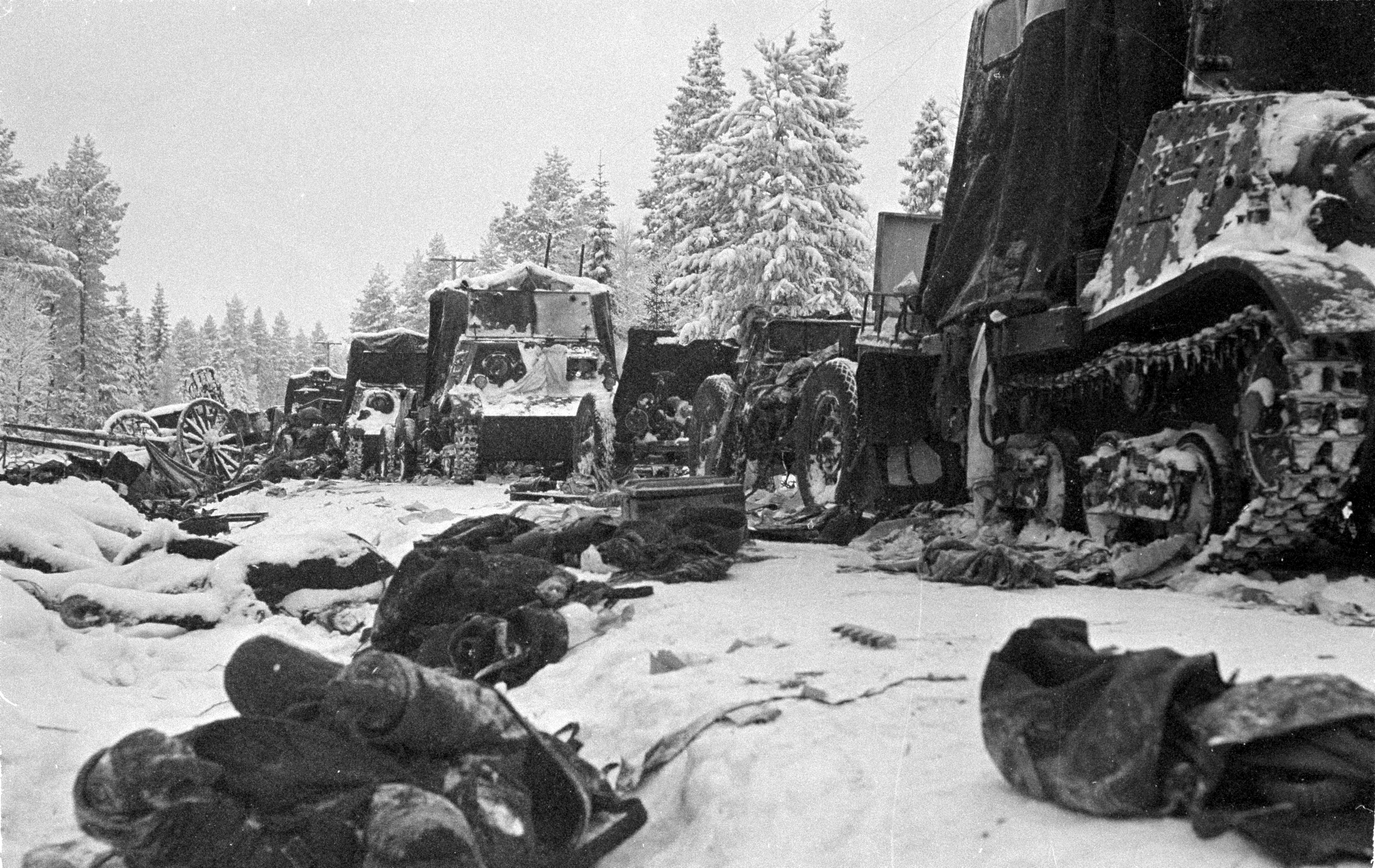
Tropas soviéticas después de la Batalla de Suomussalmi.

Tanto Stalin como Hitler sabían que solamente era cuestión de tiempo que el Pacto Mólotov-Ribbentrop fuera roto. Por ende, en abril de 1938 los soviéticos iniciaron negociaciones diplomáticas con Finlandia con el objetivo de desarrollar una defensa unida contra Alemania. Cuando los militares soviéticos se percataron de que la frontera finlandesa estaba a solo 32 kilómetros de Leningrado, siendo una potencial base para una invasión germana hacia esa ciudad, la Unión Soviética envió solicitudes a Finlandia para intercambiar territorio, solicitudes que para otoño de 1939 se habían convertido en demandas. Cuando el gobierno finés se negó a aceptar, la Unión Soviética simuló un ataque finlandés en la frontera y el 30 de noviembre de 1939 atacó a Finlandia con 23 divisiones comandadas por Kliment Voroshílov. Finlandia solo contaba con 9 divisiones comandadas por Carl Gustaf Mannerheim.
Lo que estaba destinado a ser un paseo militar soviético, se convirtió en una sangrienta batalla, donde las atrasadas tácticas de combate, la mala preparación para el clima polar y la incompetencia de los oficiales soviéticos, llevaron al Ejército Rojo a sufrir derrotas vergonzosas contra un enemigo numéricamente inferior, pero que había implementado a la perfección las tácticas de guerrilla en la nieve.
En la batalla de Suomussalmi, los soviéticos perdieron dos divisiones completas frente a una fuerza finlandesa mucho más pequeña, sin embargo, esta derrota marcó un cambio de rumbo en la forma que Stalin manejaba la guerra. Inmediatamente, este ordenó la remoción de sus cargos de los principales jefes militares, incluyendo a su amigo Voroshílov, que fue reemplazado por Semión Timoshenko, también amigo de Stalin.
Los reemplazos fueron oficiales más competentes pero que habían sido relegados en la Gran Purga por no pertenecer al Partido Bolchevique o a la facción liderada por Stalin. En pocas semanas, el Ejército Rojo, mejor equipado y dirigido, logró aplastar finalmente a los defensores fineses, que tuvieron que pedir un armisticio. Sin embargo, a pesar de sufrir muchas bajas, Finlandia se ganó el derecho a negociar y logró conservar su autonomía, quedando definitivamente fuera de la esfera de poder de la Unión Soviética. Finlandia perdió todo territorio alrededor del Lago Ládoga, incluyendo la ciudad de Víborg. También cedió territorios en el Norte, el centro e islas en el golfo de Finlandia.
Hitler tomó nota de la debilidad soviética, lamentablemente para él, Stalin también. La guerra de invierno puede considerarse una lección que la Unión Soviética pagó para conocer la eficiencia de sus tropas en la guerra moderna, que hubiera sido más costosa si la guerra hubiera sido contra Alemania.

## Campaña en los Balcanes

### Decisión alemana
Después de la invasión de Francia, Hitler se enfocó de nuevo en la Unión Soviética. En una reunión secreta llevada a cabo el 31 de julio de 1940, el Alto Mando alemán tomó la decisión de invadir la Unión Soviética en abril de 1941, en una operación llamada Barbarroja. El 18 de diciembre, fue confirmada la decisión en una conferencia militar secreta. Por su parte, el Kremlin confiaba en que Hitler respetaría el pacto Ribbentrop-Mólotov por lo menos hasta 1945, por lo que el Ejército Rojo se encontraría preparado para esa fecha, sin embargo, se concentraron más de 100 divisiones durante la invasión de Francia a lo largo de la frontera con Alemania, que luego fueron reforzadas por 22 más mientras los alemanes luchaban en los Balcanes.
No obstante, la fecha de la ejecución de la operación Barbarroja tuvo que aplazarse dos meses debido a que Il Duce, Benito Mussolini, decidió reabrir el frente oriental antes que Hitler, buscando invadir Grecia. No obstante, Italia no lo lograría por sí sola, razón por la cual se desviaron tropas alemanas ya listas para iniciar la invasión de la URSS, ubicadas en Prusia, así como todo el material blindado del sector sur de la operación Barbarroja.

### Distracción en los Balcanes de la Segunda Guerra Mundial

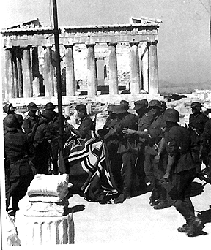
Soldados alemanes se preparan para izar la bandera de guerra alemana en la Acrópolis de Atenas.

Firme en su creencia de que la caída de Gran Bretaña era cuestión de tiempo, Mussolini inició su programa de expansión territorial, a pesar de que sabía que su ejército aún no terminaba de iniciar su proceso de rearme. Haciendo caso omiso del consejo de sus generales y del mismo Hitler, Mussolini empezó a preparar la ocupación de Grecia. El 28 de octubre Hitler viajó de emergencia a Roma, a convencerlo de que desistiera de su plan expansionista momentáneamente, pero cuando llegó, el dictador italiano le dijo que la invasión acababa de comenzar.
Los peores temores de Hitler se hicieron realidad cuando las fuerzas italianas no solo no pudieron ocupar rápidamente Grecia sino que fueron repelidas por un contraataque griego hacia Albania, que en aquel momento estaba bajo dominio italiano. Para empeorar la situación, Gran Bretaña envió fuerzas a Creta y Lemnos, mientras que la RAF entregó soporte aéreo. Como no quería empezar la guerra con la Unión Soviética con tropas aliadas al sur del frente oriental, Alemania acudió en ayuda de Italia.
La invasión de Grecia por parte de Alemania debía ocurrir para marzo de 1941, pero Yugoslavia se encontraba en medio del camino. En aquel momento, el regente, el príncipe Pablo se encontraba presionado por todos lados para que asumiera un bando pronto, por lo que decidió firmar un pacto de paz y amistad con Alemania el 24 de marzo de 1941. Entonces, ocurrió un cuartelazo el día 27 de marzo, derrocando al príncipe e instaurando en el poder a un gobierno antialemán que desconoció el pacto firmado tres días antes por lo que el 6 de abril Alemania bombardeó Belgrado. Para esta campaña el ejército alemán apartó de sus bases a 31 divisiones, que ya se encontraban listas para lanzar el golpe contra la URSS, enfrentándose a 42 divisiones aliadas, (23 yugoslavas, 15 griegas y 4 británicas).
El mariscal Wilhelm List dirigió al 12° Ejército en la principal embestida a través de las accidentadas montañas de Serbia cortando a Yugoslavia por el sur de los griegos y los británicos, para lo que su 2.ª División Panzer se abrió paso hasta el puerto griego de Salónica, haciendo que el frente montañoso de Macedonia quedara súbitamente cercado y terminando así con lo que los Aliados esperaban fuese un frente duradero. El ejército yugoslavo fue comprimido en la bolsa que se formó entre Belgrado y Skopie. Tras once días desde el inicio de la lucha (17 de abril), Yugoslavia se rindió y cayeron prisioneros 335 000 soldados. Sin perder tiempo, Alemania se dirigió rápidamente a Grecia, obligando a que el frente anglo-griego se batiera en retirada para evitar ser copado, y luego los británicos embarcaron por los puertos a los que habían llegado, dirigiéndose a la isla de Creta. Las tropas griegas se quedaron solas, obligando a Grecia a capitular el 21 de abril tras haber perdido cerca de 233 000 prisioneros, la mayor parte en el envolvimiento de Macedonia. Después de la capitulación de Grecia, Hitler ordenó que todos los prisioneros griegos y yugoslavos fueran puestos en libertad. El 25 de abril se lanzaron sobre Creta paracaidistas que lograron capturar la isla, si bien a un alto costo.
Con el Frente de los Balcanes calmado, Hitler estaba libre de nuevo para iniciar la operación Barbarroja, si bien con unos meses de retraso. Pero en la Unión Soviética, la situación era de completa tranquilidad pese a que el espía Richard Sorge había dado a Stalin la fecha aproximada del ataque alemán así como los criptoanalistas suecos. Solo se equivocó en dos días, al concretar que el ataque tendría lugar el 20 de junio de 1941. Stalin, considerando que la batalla de Inglaterra estaba en su apogeo, ignoró las advertencias. Además en 1937, Stalin, sucumbiendo a las técnicas de desinformación del contraespionaje alemán, aceptó que el mariscal Mijaíl Tujachevski estaba cooperando con la Alemania nazi. Esta creencia condujo a la ejecución de Tujachevski, junto con otros eminentes militares soviéticos, en el transcurso de la Gran Purga. De esta manera, varios comandantes conocedores de las nuevas tácticas militares fueron eliminados, minando la eficacia militar soviética (véase el Caso de la Organización Militar Trotskista Antisoviética).

## Invasión de la Unión Soviética

### Preparativos alemanes

Situación en Europa en mayo/junio de 1941, inmediatamente antes de la Operación Barbarroja

Siguiendo los principios establecidos en Mi lucha, el gobierno nazi planeaba ocupar el este de Europa ya que el pueblo alemán necesitaba el Lebensraum o «espacio vital» para progresar. Hitler planeaba expulsar a la población de la Unión Soviética más allá de los montes Urales, según él su región natural, y la población que quedase moriría por inanición, generando un superávit de producción de alimentos que estaría destinado a Alemania. Además, como en Alemania había escasez de mano de obra por la movilización del ejército, los rusos que sobrevivieran se convertirían en una especie de clase obrera esclava. Los campos agrícolas de Ucrania y los pozos petrolíferos del Cáucaso suministrarían al Tercer Reich todo el alimento y el combustible para su expansión. Además, al caer la Unión Soviética, el Reino Unido quedaría completamente aislado en Europa y se vería obligado a firmar un armisticio.

La debilidad del Ejército Rojo jamás fue puesta en duda por Hitler. Este comentó: «Solo debemos patear la puerta y toda la estructura podrida se vendrá abajo». Al haber ocupado Francia, Noruega, Yugoslavia, Holanda, Bélgica, Dinamarca y Grecia y expulsado a los ingleses de Europa en menos de un año, pocos  pusieron en duda que Alemania podría derrotar a la Unión Soviética.

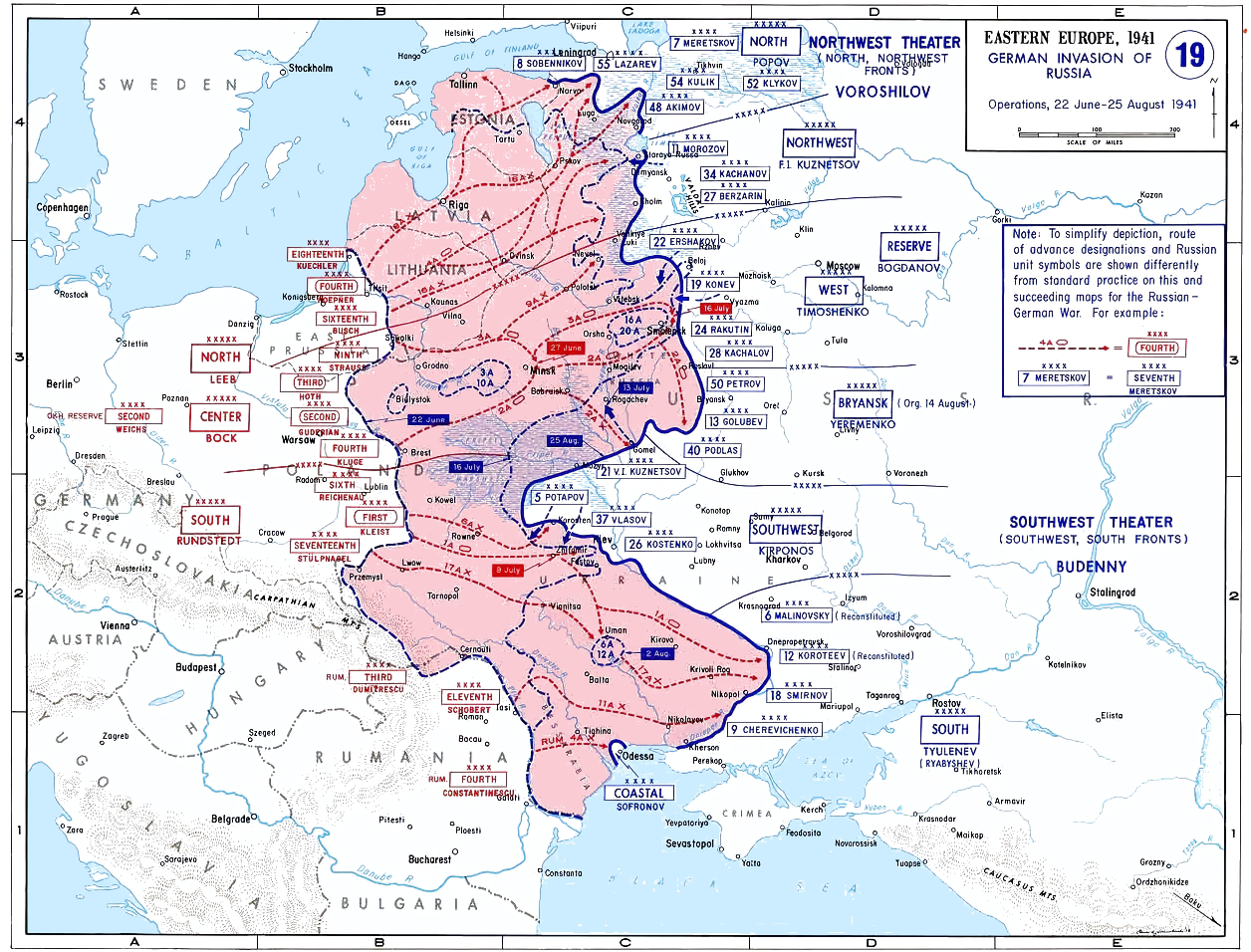
Mapa de la Operación Barbarroja

La Operación Barbarroja, planeada inicialmente para el 13 de mayo, contaba con tres millones de hombres, divididos en tres grupos: Norte (Wilhelm Ritter von Leeb), Centro (Fedor von Bock) y Sur (Gerd von Rundstedt). En total, 3.5 millones de soldados alemanes más 600 000 soldados aliados de los alemanes, en total 4 100 000 soldados aglutinados en 225 divisiones con 600 000 vehículos, 750 000 caballos, 4300 tanques, 7184 cañones y 4000 aviones de la Luftwaffe junto con 19 000 trenes. El Grupo de Ejércitos Centro llevaría la mayor cantidad de tanques y debería atravesar Bielorrusia e ir directo sobre Moscú. El Grupo Norte debería ocupar Leningrado con la ayuda de las tropas finlandesas para luego ir en ayuda del Grupo Centro. Mientras tanto el Grupo Sur atravesaría la poblada Ucrania, para luego dirigirse al Volga y de ahí al Cáucaso, rico en petróleo. El avance alemán de esta operación debería llegar hasta la llamada línea AA, que iba desde Arcángel hasta Astracán.
Por su parte, para el 1 de junio de 1941, el Ejército Rojo contaba en los sectores militares occidentales con un total de 36 divisiones acorazadas, 18 motorizadas, 7 de caballería y 88 de cazadores. La Gran Purga efectuada en el Ejército Rojo agravó mucho la situación, (más del 80 % de la oficialidad fue eliminada) Stalin acabó con tres de sus cinco mariscales, trece de sus quince jefes de Ejército, más de la mitad de los generales de división y casi idéntica proporción de los de brigada. Además, en ese momento la Unión Soviética padecía una gran desorganización de los mandos y en la fase inicial tenía una alta concentración de efectivos en la frontera; y, peor aún, durante una semana imperó la orden de no provocación dada a la oficialidad soviética en la frontera.

### Operación Barbarroja
El 22 de junio se inició la invasión, la mayor operación terrestre de la historia, y encontró al Ejército Rojo completamente desprevenido. Stalin, que se hallaba de vacaciones, ordenó no contraatacar durante el primer día, con la ingenua esperanza de que todo fuera un error, o de que por lo menos todavía se pudiera encontrar una solución mediante el diálogo. Gran parte de la fuerza aérea soviética ubicada cerca de las fronteras fue destruida por la Luftwaffe durante el primer y segundo días de lucha, ya que se trazó un plan en el que varias escuadrillas de tres bombarderos cada una se internarían en territorio soviético abarcando un radio de 300 kilómetros volando casi a ras del suelo y sin cruzar ciudades para dirigirse contra los principales aeródromos de la Unión Soviética. En estos dos días se abatieron cerca de 2500 aviones soviéticos, en el aire y sobre todo en sus aeropuertos. La orden de ubicar los aviones tan cerca de Alemania había sido dada hacía poco por Lavrenti Beria, y fue una de las muchas causas que llevaron a su ejecución años después.
|                         | Fuerzas del eje | Fuerzas soviéticas |
| ----------------------- | --- | --- |
| 22 de junio de 1941     | 3 050 000 alemanes, 67 000 (norte de Noruega); 470 000 finlandeses, 325 000 rumanos; 44 000 húngaros; 1910 eslovacos. Total: 3 957 910 en el este (80 % del ejército alemán)                                       | 2 743 000 activos en los distritos militares occidentales de 4 901 800 (en total); 12 000 000 reservas movilizables                                |
| 7 de junio de 1942      | 2 600 000 alemanes, 90 000 (norte de Noruega); 430 000 finlandeses, 120 000 rumanos, 250 000 húngaros, 54 000 italianos, 16 000 eslovacos, 17 000 españoles Total: 3 578 000 en el este (80 % del ejército alemán) | 5 313 000 (frente); 383 000 (hospital) Total: 9 350 000                                                                                            |
| 9 de julio de 1943      | 3 403 000 alemanes, 80 000 (norte de Noruega); 330 000 finlandeses, 110 000 rumanos, 80 000 húngaros, 15 000 españoles. Total: 4 018 000 en el este (63 % del ejército alemán)                                     | 6 724 000 (frente); 446 445 (hospital); Total: 10 300 000                                                                                          |
| 14 de octubre de 1943   | 2 498 000 alemanes, 70 000 (norte de Noruega); 350 000 finlandeses, 106 578 rumanos, 14 000 españoles. Totalː 3 038 578 en el este                                                                                 | 6.600 000 (frente); 1 239 156 (hospital) Totalː 10 199 616                                                                                         |
| 1 de mayo de 1944       | 2 460 000 alemanes, 60 000 (norte de Noruega); 304 000 finlandeses, 322 000 rumanos, 167 000 húngaros Total: 3 313.000 en el este (62 % del ejército alemán)                                                       | 6 750 240 (frente); 1 153 498 (hospital) Totalː 10 690 041                                                                                         |
| 1 de septiembre de 1944 | 2 042 000 alemanes, 50 000 (norte de Noruega); 225 000 húngaros Totalː 2 317 000 en el este (60 % del ejército alemán)                                                                                             | 6 600 000 (frente); 100 000 polacos, 138 073 rumanos, 16 248 checoslovacos Totalː 6 654 321                                                        |
| 1 de enero de 1945      | 2 230 000 alemanes, 300 000 húngaros Total: 2 530 000 en el este (60 % del ejército alemán) | 6 750 149 (frente); 129 900 polacos, 101 500 rumanos, 83 650 búlgaros, 18 785 checoslovacos, 116 000 yugoslavos, 70 000 albaneses Totalː 7 199 984 |
| 1 de abril de 1945      | 1 960 000 alemanes Total: 1 960 000 (66 % del ejército alemán) | 6.410 000 (frente); 155 000 polacos, 65 000 rumanos, 75 000 búlgaros y 18 000 checoslovacos. Totalː 6 723.000                                      |

Las cifras anteriores incluyen todo el personal del ejército alemán, es decir, el servicio activo Heer, Waffen SS, fuerzas terrestres de la Luftwaffe, personal de la artillería costera naval y unidades de seguridad.  En la primavera de 1940, Alemania había movilizado a 5 500 000 hombres. En el momento de la invasión de la Unión Soviética, la Wehrmacht consistía en, 3 800 000 hombres del Heer, 1 680 000 de la Luftwaffe, 404 000 de la Kriegsmarine, 150 000 de las Waffen-SS y 1 200 000 del Ejército de Reemplazo (contenía 450 400 reservistas activos, 550 000 nuevos reclutas y 204 000 en servicios administrativos, vigilias o convalecencia). La Wehrmacht tenía una fuerza total de 7 234 000 hombres para 1941. Para la Operación Barbarroja, Alemania movilizó 3 300 000 tropas de los Heer, 150 000 de las Waffen-SS y aproximadamente 250 000 personal de la Luftwaffe fueron activamente asignados.
Para julio de 1943, la Wehrmacht contaba con 6 815 000 soldados. De estos, 3 900 000 se desplegaron en Europa Oriental, 180 000 en Finlandia, 315 000 en Noruega, 110 000 en Dinamarca, 1 370 000 en Europa occidental, 330 000 en Italia y 610 000 en los Balcanes. Según una presentación de Alfred Jodl, la Wehrmacht tenía hasta 7,849,000 de personal en abril de 1944. Se desplegaron 3 878 000 en Europa del Este, 311,000 en Noruega / Dinamarca, 1 873 000 en Europa occidental, 961 000 en Italia y 826 000 en los Balcanes. Alrededor del 15-20 % del total de la fuerza alemana eran tropas extranjeras (de países aliados o territorios conquistados). La cúspide del poder nazi se puede situar justo antes de la batalla de Kursk, a principios de julio de 1943: 3 403 000 tropas alemanas y 650 000 tropas finlandesas, húngaras, rumanas y de otros países.

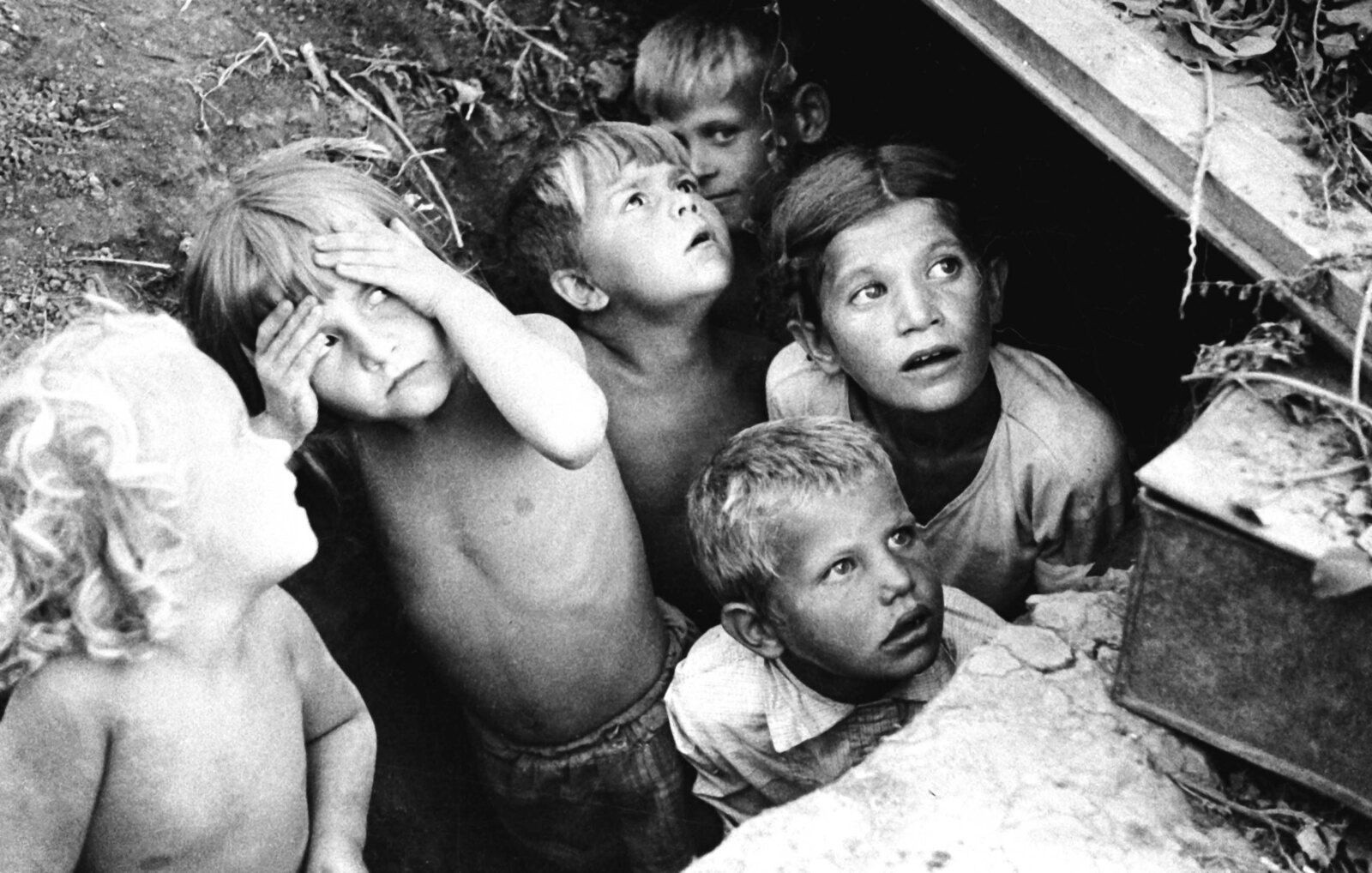
Niños soviéticos durante un ataque aéreo alemán en los primeros días de la guerra, junio de 1941, archivo de RIA Novosti.

Durante casi dos años, la frontera estuvo tranquila mientras Alemania conquistaba Dinamarca, Noruega, Francia, los Países Bajos y los Balcanes. Hitler siempre tuvo la intención de incumplir su pacto con la Unión Soviética, y finalmente tomó la decisión de invadir en la primavera de 1941.
Algunos historiadores dicen que Stalin temía la guerra con Alemania, o simplemente no esperaba que Alemania iniciara una guerra de dos frentes, y era reacio a hacer cualquier cosa para provocar a Hitler. Otros dicen que Stalin estaba ansioso de que Alemania estuviera en guerra con los países capitalistas. Otro punto de vista es que Stalin esperaba la guerra en 1942 (el momento en que todos sus preparativos estarían completos) y obstinadamente se negó a creer su pronta llegada.
Los historiadores británicos Alan S. Milward y M. Medlicott muestran que la Alemania nazi, a diferencia de la Alemania imperial, solo estaba preparada para una guerra a corto plazo (Blitzkrieg). Según Edward Ericson, aunque los recursos propios de Alemania bastaron para las victorias en Occidente en 1940, los envíos soviéticos masivos obtenidos durante un corto período de colaboración económica nazi-soviética fueron críticos para que Alemania lanzara la Operación Barbarroja.
Una vez que quedó claro que Hitler había decidido por fin atacar a Unión Soviética, se dictaron órdenes que revelaban la inmadurez estratégica y el desconcierto del Alto Mando soviético, la STAVKA. A las sorprendidas unidades soviéticas se les ordenó que no retrocedieran: al contrario, debían avanzar y llevar el combate a territorio enemigo. Las unidades alemanas debían ser «cercadas y aniquiladas». Fruto de esta orden, las divisiones acorazadas soviéticas de la segunda línea defensiva, que hubieran debido ser mantenidas cuidadosamente como reserva, fueron lanzadas de forma prematura a la batalla. El 24 de junio, en varios lugares, los alemanes se habían adentrado más de 150 kilómetros en territorio soviético y las órdenes fatales habían permitido que los nazis cercasen a fuerzas soviéticas en número considerable.
Molestos por los resultados de la guerra de invierno, los finlandeses se unieron a Alemania, y apoyadas por las fuerzas de este país, las 18 divisiones finesas que el mariscal Mannerheim había dispuesto para la invasión, avanzaron hasta el lago Ládoga, cuyas costas habían perdido en 1940, y no se detuvieron hasta llegar al istmo de Carelia. Sin embargo, el gobierno finés se negó a seguir adelante, a pesar de que Alemania le presionaba para que participara en el asalto a Leningrado. Al contrario que el resto de países aliados de los nazis, Finlandia nunca cedió el control de sus tropas a un general alemán, manteniendo en todo momento su independencia militar.
Además la Alemania nazi contó con el apoyo de sus países satélites. Rumania contribuyó con el 3.º y 4.º Ejércitos rumanos; entre ambos encuadraban 12 divisiones de infantería y 10 brigadas de montaña, de caballería y de blindados. La aportación de Hungría fue más modesta y consistía en un cuerpo de ejército rápido, compuesto por una brigada motorizada y dos brigadas de caballería. Eslovaquía participó con una brigada motorizada y dos divisiones de infantería ligera. Todas las unidades aliadas estaban subordinadas al mariscal alemán Gerd von Rundstedt.
En un mes, el Báltico y Bielorrusia estaban en manos alemanas. Hitler envió sus tanques al norte y al sur para terminar de tomar Leningrado y Ucrania, a pesar de que sus generales le aconsejaban enviar la ofensiva directamente contra Moscú, que se encontraba a solo 400 kilómetros.

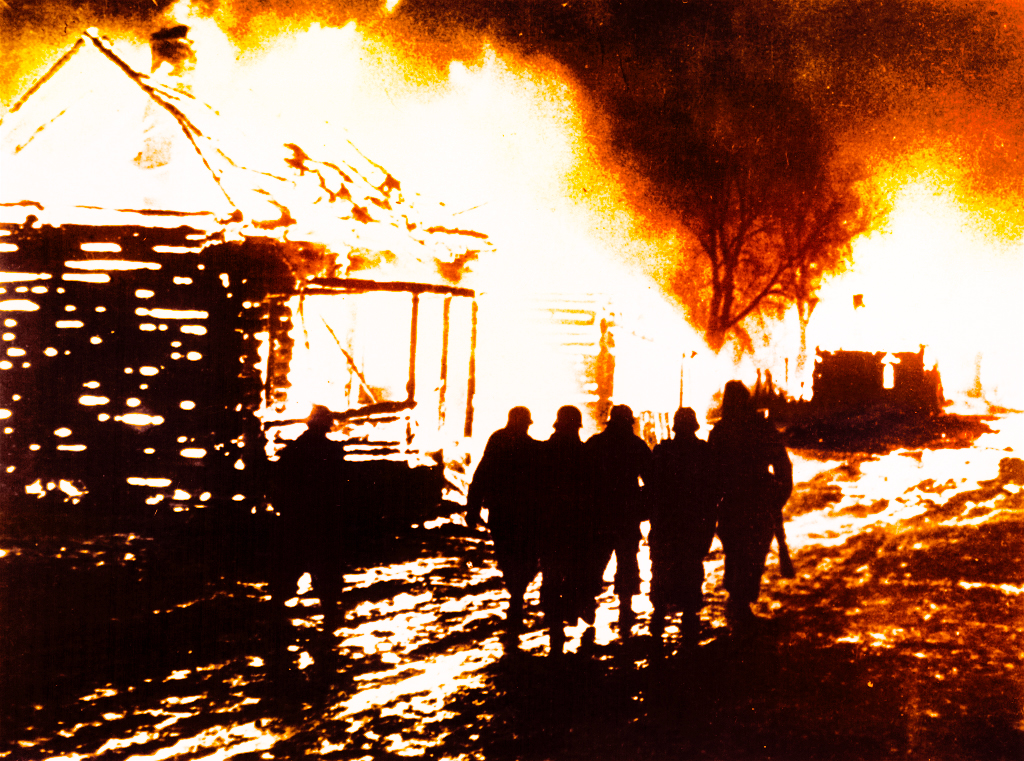
Soldados de la Wehrmacht atravesando un pueblo en llamas del frente oriental durante la Operación Barbarroja.

En septiembre de 1941 Kiev cayó y 665 000 soldados soviéticos fueron atrapados, y luego en Viazma otros 600 000 soviéticos también fueron aislados (ver Primera Batalla de Kiev y Bolsa de Viazma). En esos momentos las pérdidas soviéticas eran enormes, cuando más de 2 000 000 de soldados habían perdido la vida, se encontraban heridos o prisioneros. En esas condiciones cualquier otra nación habría solicitado la rendición, ya que la guerra parecía perdida para los soviéticos. Pero aquella guerra era una lucha de subsistencia y Stalin, recuperándose de su estado de estupefacción, se entregó de lleno a organizar los altos mandos para contener a los alemanes. En las reuniones, Stalin dejaba la iniciativa a los militares veteranos y les daba plena flexibilidad en sus propuestas, a diferencia de un Hitler que con el paso del tiempo se empeñaría cada vez más  en ejercer el control total y absoluto de sus fuerzas.
Además ante la imposibilidad del Grupo de Ejércitos Norte de tomar Leningrado, el Alto Mando alemán ordenó sitiar la ciudad y dejar morir de hambre a la población civil y a su guarnición. En 900 días de asedio, desaparecieron perros, gatos, ratas y palomas consumidos por sus desesperados habitantes. Así, un millón de personas murieron poco a poco debido al hambre, el frío y los bombardeos. Hubo muchos casos de canibalismo.
Durante este tiempo, los soviéticos aprovecharon para enviar toda su industria a la retaguardia, moviendo a miles de obreros de un lugar a otro. Aunque hubo graves problemas de organización, la operación cumplió su objetivo y pronto las industrias pesadas de Unión Soviética estaban funcionando de nuevo en los Urales.
El 6 de septiembre Hitler por fin permitió la toma de Moscú. Sin embargo las fuerzas alemanas habían tenido un 10 % de bajas hasta este momento, lo que significaba que 200 000 soldados del Reich estaban fuera de combate, y además el cruel invierno ruso ya estaba cerca. Debido a la extensión del frente, la reagrupación de los tanques del Grupo de Ejércitos Centro tardó un mes completo, restándole días a la campaña contra Moscú debido a la proximidad de diciembre. Sin embargo, el Alto Mando alemán estaba confiado, ya que según sus cálculos los soviéticos contaban con 60 divisiones, aunque en realidad pasaban de 200.

### Estabilización del frente oriental
La Operación Tifón, como se llamó a la ofensiva contra la capital soviética, usaba de nuevo la Blitzkrieg, sin embargo, en este caso las condiciones del terreno no eran las más adecuadas para este tipo de combate. Las pésimas condiciones de las carreteras soviéticas, por las tempranas lluvias de octubre, demoraban el avance de los tanques y hacían muy difíciles de cruzar los campos, incluso en caballos. A 160 kilómetros de Moscú, la lluvia paró, pero empezaron las nevadas, que comenzaron a causar bajas entre los alemanes. El OKW había esperado una victoria rápida y no había proporcionado uniformes de invierno adecuados para sus soldados. En Smolensko, el Ejército Centro encontró una feroz resistencia que hizo atrasar el avance a Moscú. Este retraso unido a la falta de suministros atrasó en varias semanas a los alemanes. El invierno más crudo del siglo estaba por iniciarse y también la batalla de Moscú. Los partisanos atacaban la retaguardia y las líneas de suministros alemanas, y la aviación rusa bombardeaba de noche las pistas enemigas. Una de las cosas que más llamaba la atención a los alemanes era la tremenda capacidad de resistencia del Ejército Rojo.
Ante los iniciales éxitos alemanes, el espía Richard Sorge avisó a Stalin de que Japón no pensaba atacar a la Unión Soviética, y este decidió traer las divisiones que estaban en la frontera con Mongolia. Además, Stalin nombró a Gueorgui Zhúkov comandante en jefe del Ejército Rojo.
El 15 de noviembre, se inició una campaña contra Moscú, intentando rodearla. El 21 de noviembre, el Cuarto Ejército Panzer llegó a 30 kilómetros de su objetivo, pero se detuvo en Jimki. Al mismo tiempo, el 2.º Ejército Panzer fracasó en su intento de tomar Tula, la única población que se interponía entre ellos y la capital soviética. Para finales de noviembre, los generales alemanes reconocieron que la resistencia moscovita y el rigor del invierno iban a hacer imposible la toma de Moscú ese año. Un contraataque soviético organizado por Zhúkov dejó mal parados a los alemanes, y por primera vez los generales de los tres grupos sugirieron una retirada. Hitler inmediatamente los cesó del mando.
El 8 de diciembre, uno de los peores inviernos (-20 a -50 °C) en la historia de Rusia convenció a Hitler para que suspendiera las operaciones militares hasta 1942.
Mientras el avance se estancaba en el Norte, en el Sur se realizó un progreso imprevisto. Después de ganar la batalla de Vorónezh, el Grupo de Ejércitos Sur siguió los ríos Don y Volga hacia el Sur. Si bien el plan original indicaba que debía primero asegurarse estos ríos antes de ir hacia el Cáucaso, donde estaban los campos de petróleo, Hitler ordenó que se dividieran las fuerzas y se tomaran ambos objetivos al mismo tiempo. De esta manera, el 6.º Ejército alemán fue solo a Stalingrado, mientras que el 4.º Ejército Panzer que debía ayudarlo se atrasó un poco porque debía asegurar el cruce de las tropas al Cáucaso por el Don. Cuando el 4.º Ejército Panzer llegó a Stalingrado, la resistencia soviética se había endurecido demasiado.
En junio de 1942, Sebastopol cayó en manos alemanes, además el avance alemán en el Cáucaso llegó a su punto máximo el 18 de noviembre, sin embargo, la extensión del avance con los flancos descubiertos, obligó a los Panzer a retirarse cuando fueron atacados por los soviéticos. En este punto, la artillería, los tanques (el famoso T-34) y los aviones (Shturmovik) rusos empezaron a sobrepasar en número primero y en calidad después a los carros de combate y la artillería alemanes. Al parecer Hitler ignoraba las cifras reales y las dimensiones bélicas enemigas, hechos que se revelaron sobre sus mapas durante la ofensiva de 1942.
En este punto la invasión alemana llegó a su máxima extensión: dentro de poco, el Ejército Rojo no solo alcanzaría las fuerzas necesarias para frenar a la Wehrmacht, sino también para enviarla de vuelta a Alemania.

## Punto de inflexión

### Características de la guerra soviético-alemana

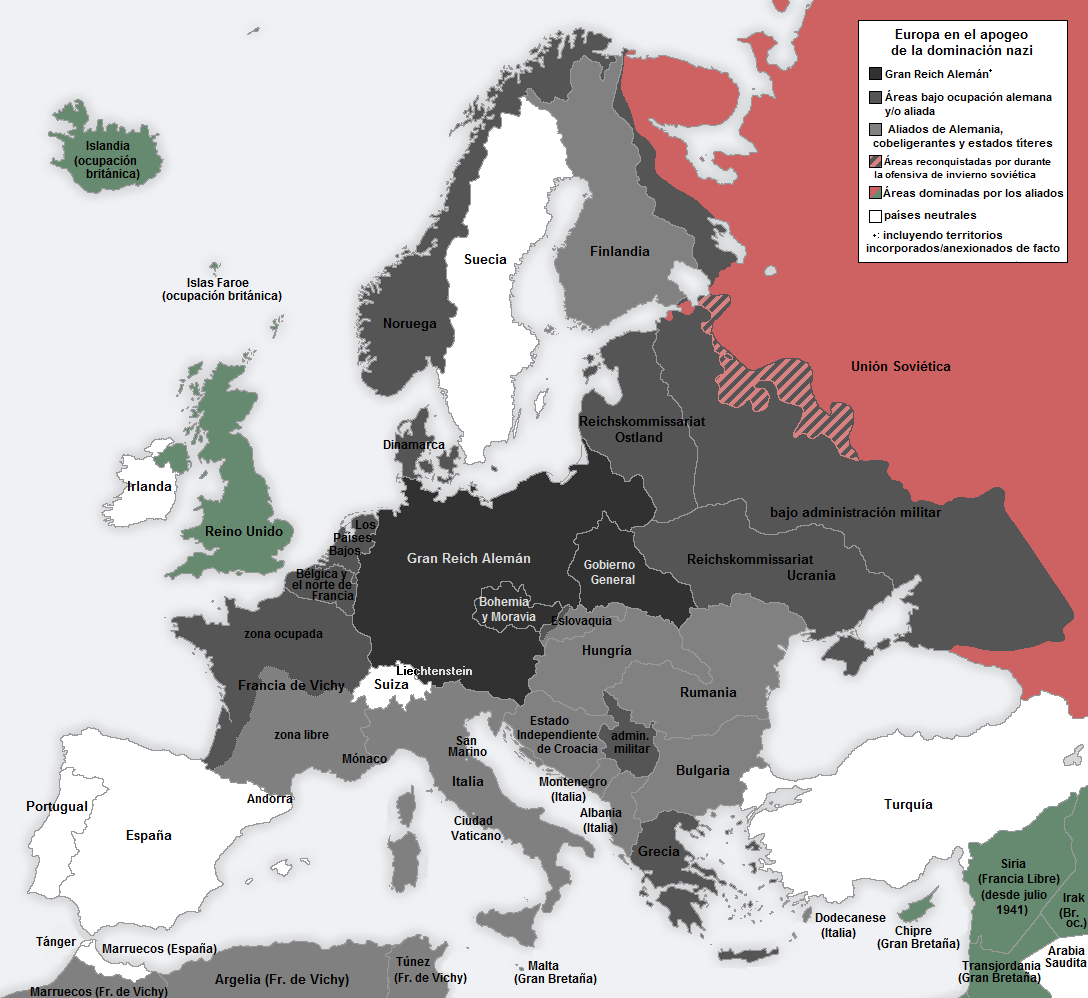
Europa en el apogeo de la expansión militar alemana, 1942

La guerra de Alemania contra la Unión Soviética adquirió caracteres únicos. Las penurias impuestas tanto por la guerra como por las condiciones ambientales sobrepasaron en muchas oportunidades la capacidad de sufrimiento del ser humano. El hambre, el frío extremo, la vastedad del paisaje, el polvo y los lodazales, los partisanos, la falta de misericordia y la crueldad hacia el enemigo fueron de características únicas en este escenario.
Hitler emitiría la siguiente directiva Kommissar Befehl, que era la orden de asesinar a todos los comisarios políticos prisioneros capturados, sin previo juicio y sumariamente. Esta medida fue contraproducente, ya que alentó a la más dura de las resistencias, ya que dispuestos a no dejarse coger con vida, los comisarios políticos estimularon la resistencia a ultranza de oficiales y soldados.
Los nacionalistas ucranianos y de los países bálticos acogieron al principio a los alemanes como libertadores del yugo soviético. Pero cuando comprobaron que los nazis los trataban como a una raza inferior, la invasión perdió rápidamente este apoyo local. En cambio Stalin hizo resucitar todos los viejos mitos patrióticos y nacionalistas, superados por la revolución, para impulsar la resistencia popular. La prensa soviética bautizó la guerra como «la Gran Guerra Patriótica» y una nueva revista llamada Eslavos fue hecha circular, en un intento de unificar a todos los países eslavos contra Alemania. Esta publicación se llegó a distribuir hasta en Sudamérica.
Una situación que sorprendió a los alemanes fue el uso de perros como elementos antitanques. Estos perros eran entrenados para situarse bajo un tanque por instinto pavloviano, pues se los había entrenado colocando comida debajo de los carros de combate. El cánido llevaba en el lomo una bomba accionada por un asa perpendicular que se doblaba al meterse el perro bajo el tanque y causaba la explosión del dispositivo.
Pronto los soviéticos, más aún los de las regiones de Crimea, Lituania y Ucrania comprendieron que la intención alemana era su exterminio, ya que los oficiales hacían la vista gorda con los robos a las granjas y las violaciones de las mujeres. Las matanzas de Kiev, Smolensko y otros lugares por los batallones de la muerte, los Einsatzgruppen a cargo de las SS, despejaron todas las dudas acerca del destino que los esperaba. En este punto, tantos los militares como los civiles se empezaron a defender hasta la muerte, con un empecinamiento y un espíritu de lucha que sorprendió a los alemanes. Por primera vez en la historia, los alemanes observaron soldados mujeres entre los cadáveres de los puestos defensivos destruidos. Asimismo el papel de apoyo que prestó la mujer al soldado combatiente fue vital para mantener la moral combativa de los hombres, ya fuera sirviendo como oficiales de enlace, radiotelefonistas, o bien a cargo de emplazamientos artilleros o como brigadistas de tanques.
Por otro lado, las actividades de los partisanos hacían que para los alemanes, el internarse en un bosque o servir de enlace, equivaliera a una muerte segura. Durante la batalla de Moscú, la actividad partisana al este de Smolensko mantuvo en jaque durante semanas a los ejércitos del Reich. A pesar de que algunos soldados soviéticos se pasaban al lado alemán (se los denominó hiwis, incluso se formaron batallones cosacos con uniforme alemán), el Ejército Rojo logró un sorprendente grado de recuperación muy superior al alemán. Este mecanismo sinérgico se debía, en parte, a la ayuda aliada a la Unión Soviética, de acuerdo a la Ley de Préstamo y Arriendo de 1941, que facilitó a Gran Bretaña y otros aliados grandes cantidades de material de guerra, como equipos, carros de combate y aviones estadounidenses. La determinación de defender el suelo patrio, y el saber la más que probable suerte que los esperaría a manos alemanas fueron fundamentales para mantener motivado al Ejército Rojo y al pueblo soviético. La aparición de grandes tanques soviéticos como el KV-1 y el T-34, de diseño y blindaje superiores a los Panzer IV de los alemanes, fue una de las bazas de la resistencia soviética.

### Desastre alemán en Stalingrado

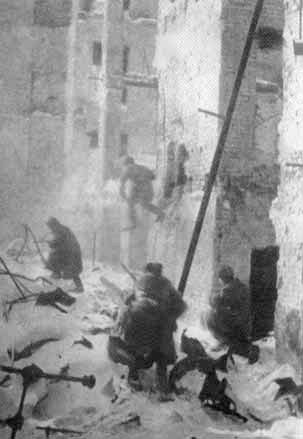
Guerra de guerrillas en Stalingrado.

Durante la batalla de Stalingrado, (de agosto de 1942 a enero de 1943), el ejército alemán luchó encarnizadamente por conquistarla. La ciudad fue bombardeada hasta quedar convertida en ruinas, pero esto la convirtió en un terreno ideal para los francotiradores. El 6.º Ejército alemán ocupó las principales áreas de la ciudad hasta llegar a los límites del río Volga, pero esto no disminuyó la intensidad de la lucha. La batalla se transformó en una pelea cuerpo a cuerpo para controlar cada uno de los edificios de la ciudad, que cambiaban de manos constantemente. El 28 de julio del 1942, en medio de los más duros combates en el frente del sur, Stalin firmó su famosa Orden 227 sobre la prohibición de la retirada de las posiciones ocupadas sin previa orden o medidas tomadas para su mantenimiento, conocida también como la Orden «¡Ni un Paso Atrás!». Este documento sirvió como medida de fuerza en un momento en que decaía la disciplina en las tropas y crecían los rumores de la decadencia del ejército soviético. En ella se apuntaba: «… Nuestros medios son ilimitados. El territorio de la Unión Soviética no es el desierto, las personas son obreros, campesinos, intelectuales, nuestros padres, madres, mujeres, hermanos, niños… Nuestro frente recibe cada vez más y más aviones, tanques, artillería, lanzaminas. ¿Qué nos falta? Nos falta el orden y la disciplina. Si queremos salvar la posición y defender a nuestra Patria, debemos establecer una disciplina férrea». Así, se estableció una disciplina de hierro: la retirada sin previa orden se equiparó a la traición. Las consecuencias de tal normativa fueron unívocas y hasta ahora no han sido estudiadas, pero produjo el efecto tan necesario de movilizar al decaído ejército.

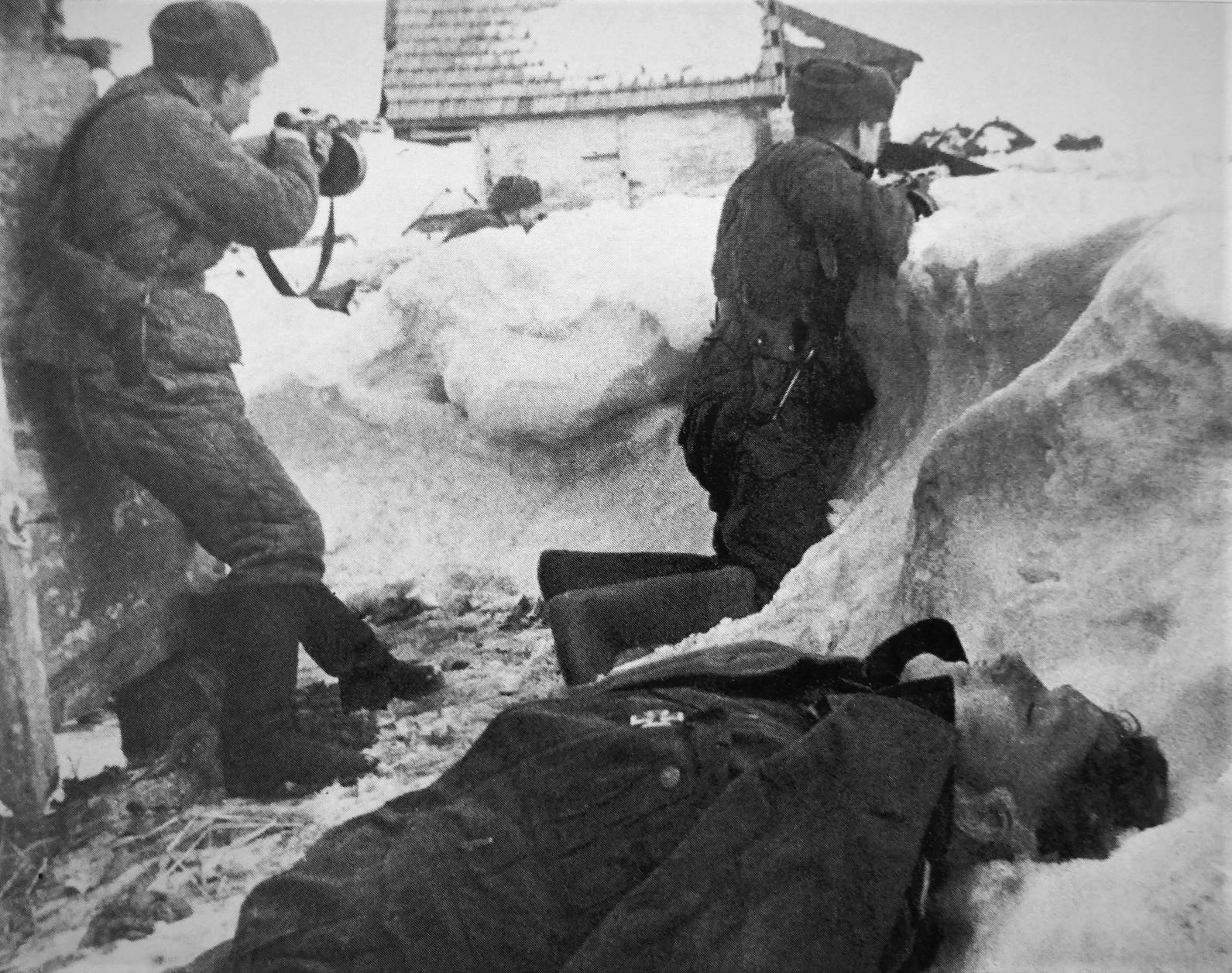
Soldados del Ejército Rojo en una trinchera cerca del cadáver de un soldado alemán, todavía con una Cruz de Hierro, 1942.

El 19 de noviembre se desató la Operación Urano. Los soviéticos habían estado colocando tropas en ambos lados de Stalingrado, formando una pinza alrededor de la ciudad. El 23 de noviembre, esa pinza se cerró, dejando atrapados a trescientos mil soldados del Reich. Al mismo tiempo, la Operación Marte intentó emboscar más soldados alemanes en Smolensk, pero fracasó.
La OKW empezó entonces a enviar tropas desesperadamente hacia la ciudad, en un intento de liberar al 6.º Ejército cercado. El 12 de diciembre, tres divisiones panzer intentaron acercarse a la ciudad en la llamada operación Wintergewitter ('tormenta de invierno'), pero se detuvieron a sesenta y cinco kilómetros de su objetivo. En aquel momento, los soldados alemanes atrapados se encontraban en penosas condiciones, sin abrigo y sin comida, como para intentar un intento de ruptura desde dentro.
El 31 de enero de 1943, noventa mil soldados alemanes supervivientes se rindieron a la Unión Soviética. Además, el 2.º Ejército húngaro fue barrido también.
Stalingrado marcó varios hitos: la primera derrota alemana importante en la guerra, el punto de mayor avance en la Unión Soviética y la batalla más sangrienta de la historia; además, Friedrich Paulus fue apresado, siendo el primer mariscal de campo alemán en ser capturado vivo en la historia. Todos los historiadores están de acuerdo de que, aunque todavía quedarían por delante más de dos años de guerra, Alemania empezó a perderla en Stalingrado. Stalin diría para esa fecha: «Sorge salvó a la Unión Soviética», ya que los informes que este suministró a Stalin fueron valiosísimos para la retirada de fuerzas siberianas desde los fronteras orientales para destinarlas a Moscú y Stalingrado. Estas tropas combatieron bien en ambientes extremos. La Abwehr alemana descubrió las actividades de espionaje de Sorge y fue detenido por la Kenpeitai (el equivalente japonés de la Gestapo). A pesar de las negociaciones de Stalin, Sorge fue ejecutado en la horca el 7 de noviembre de 1944.
Los rusos avanzaron quinientos kilómetros más allá de Stalingrado, ocupando Kursk y Járkov. Sin embargo, el general Erich von Manstein lanzó el 20 de febrero una contraofensiva, conocida después como la Tercera Batalla de Járkov, que permitió a los alemanes recuperar la ciudad ucraniana. No obstante, el ataque dejó en el frente un saliente cuyo centro estaba exactamente sobre Kursk.

### Operación Ciudadela
Con esta situación en el frente, Hitler vio la oportunidad perfecta para emprender una ofensiva que le permitiría a Alemania retomar la iniciativa en la guerra. Atacar en Kursk era una jugada peligrosa, sus generales le recomendaron a Hitler que no atacara, sino que de ahora en adelante Alemania debería luchar a la defensiva. Hitler los ignoró y empezó a mover tropas de otros frentes hacia el saliente de Kursk, con el objetivo de atrapar a los soldados enemigos que se encontraban allí. Secretamente, Zhúkov empezó a mover tropas para fortalecer el saliente, después de que la inteligencia de su país le informara de los planes alemanes.
El ataque sobre el saliente de Kursk fue llamada Operación Ciudadela, aunque hoy en día se conoce como la batalla de Kursk. Los alemanes juntaron casi un millón de hombres para esta operación, así como 2700 tanques y 10 000 cañones de artillería. Por su parte, los soviéticos casi llegaron al millón y medio, así como 3600 tanques y el doble de cañones.
Todo estaba preparado para la mayor batalla de tanques de la historia, y Alemania debía derrotar completamente al Ejército Rojo, porque no contaba con las reservas para iniciar otra ofensiva. Hitler conocía la importancia de esta operación y por eso declaró:

Esta operación es de una importancia fundamental. Debe concluir con un rápido y decisivo éxito. Cada jefe y cada soldado habrán de ser debidamente preparados para que se den cuenta de la importancia decisiva de esta ofensiva. La victoria de Kursk será un faro que iluminará al mundo.

El ataque comenzó el 4 de julio. Por la tarde Junkers Ju 87 Stuka bombardearon en las líneas del norte, a la vez que se iniciaba el ataque de artillería. A las 22:30 los soviéticos replicaron con un bombardeo de la artillería que, ayudado por la lluvia torrencial, retardó el avance alemán.
El 5 de julio de 1943, los soviéticos, conociendo la hora exacta del ataque alemán, comenzaron un bombardeo masivo de la artillería sobre las líneas enemigas 10 minutos antes, seguido por un ataque masivo por parte de la aviación soviética contra la Luftwaffe en sus bases, en una tentativa de emular la táctica alemana de eliminar la aviación enemiga dentro de la primera hora de la batalla. Las horas siguientes se convirtieron en la mayor batalla aérea de la historia. El 11.º Ejército Panzer en el norte se encontró casi incapaz de moverse. A los pocos minutos de avanzar fue atrapado en los campos minados.
Después de que en una semana los alemanes hubieran avanzado solamente 10 kilómetros, los soviéticos lanzaron un ataque contra el 2.º Ejército en Orel. En el sur las operaciones iban algo mejor para los alemanes. La punta de lanza del 4.º Ejército Panzer, comandada por el general Hermann Hoth, llegó a Prójorovka. En este empalme ferroviario se libró entonces una batalla de mil carros de combate, considerada por algunos historiadores como la mayor batalla de tanques de la historia.
Sin embargo, a pesar de la cantidad de bajas alarmante en el bando soviético, la enorme reserva de hombres ayudó a solventar fácilmente las pérdidas del Ejército Rojo. Por el lado alemán la situación era diferente, ya que a pesar de que las bajas eran inferiores, cada una era un sacrificio que Alemania no podía darse el lujo de afrontar.
Lejos aún de su objetivo, a Hitler le llegó la noticia de que tropas británicas y estadounidenses acababan de desembarcar en Sicilia el 10 de julio (véase Operación Husky), los peores temores de los generales de Hitler se hicieron realidad: acababan de perder cientos de miles de soldados y no habían ganado casi nada. Hitler ordenó suspender la ofensiva y retiró tropas del frente oriental hacia el frente de Italia, aunque muchas de estas se encontraban en el campo de batalla cuando les llegó la orden.
En la batalla de Kursk, Alemania perdió cerca de 200 000 hombres, mil tanques y 200 aviones. Por su parte, la Unión Soviética perdió 600 000 hombres y 1500 tanques, así como mil aviones. Sin embargo, este país reemplazó en poco tiempo a los soldados perdidos, pero estas pérdidas fueron insostenibles para Alemania, y nunca más volvió a realizar una ofensiva a gran escala. El impulso alemán en la Segunda Guerra Mundial se perdió para siempre, y por primera vez, muchos generales alemanes se dieron cuenta de que su país iba a perder la guerra.

## Expulsión alemana

### LaRumyántsev

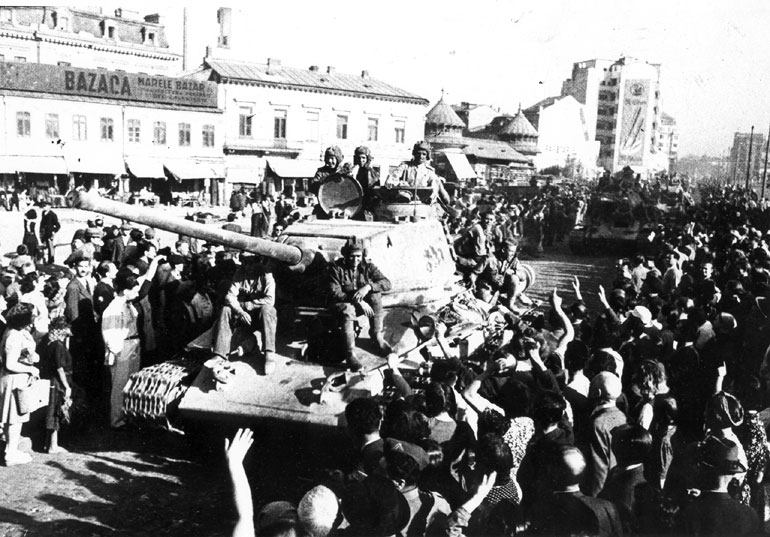
El Ejército Rojo es vitoreado al entrar a Bucarest.

Aprovechando que los alemanes estaban distraídos por su propia ofensiva, el flanco occidental del Ejército Rojo se lanzó contra Smolensk, que fue liberada finalmente el 25 de septiembre. Sin embargo, el avance soviético hacia el río Dniéper fue tan rápido e imprevisto, que el II Ejército al mando del mariscal de campo Walther Model casi fue aislado. Al norte del saliente de Kursk, en el Frente de Bryansk, se inició otra ofensiva soviética, tomando Oriol en una semana y haciendo retroceder a los alemanes 120 kilómetros.
El 3 de agosto, se inició la operación Polkovodets Rumyántsev en los frentes de Vorónezh y de la Estepa, sorprendiendo a los alemanes de nuevo, ya que su inteligencia les había informado que estos dos frentes soviéticos habían sufrido serias bajas en la batalla de Kursk. Esta información era verdadera, pero Alemania volvió a subestimar los enormes recursos humanos que poseía el Ejército Rojo. La Rumyántsev logró liberar a Bélgorod en el segundo día. El 21 de agosto, Járkov también fue liberada por segunda vez en la guerra, si bien esta vez definitivamente.
Alemania se encontró entonces enfrentando ofensivas desde todos los frentes soviéticos cuando el Frente Centro, el Frente Suroeste, y el Frente Sur iniciaron sus propias operaciones también. El 23 de septiembre, el Ejército Rojo logró cruzar el Dniéper.
Si bien las operaciones soviéticas de 1943 se anotaron una gran victoria al aislar las fuerzas alemanes en Crimea y al liberar Kiev, los alemanes pensaron que el agotamiento haría que las ofensivas se suspendieran durante el invierno. Lo que la OKW no sabía es que al mismo tiempo, en el Kremlin ya estaba planificando la liberación de Ucrania ese mismo año.
En la madrugada del 24 de diciembre de 1943 los soviéticos irrumpieron a lo largo de todo el frente al oeste de Kiev (véase Ofensiva del Dniéper-Cárpatos), empezando con un ataque de artillería contra el Grupo de Ejércitos Sur. El asalto de la infantería posterior logró hacer retroceder a los alemanes 32 kilómetros, sin embargo, inmediatamente se iniciaron las lluvias, con lo que se redujo bastante el ritmo soviético. De todas maneras, para el 5 de enero de 1944, se había abierto una brecha de 240 kilómetros de ancho y 80 kilómetros de profundidad, cortándose la comunicación entre el Grupo de Ejércitos Centro y Sur.
Al disminuir las lluvias, la ofensiva soviética se reinició de nuevo, y entre las ciudades de Korsun y Cherkasy, en Ucrania, fueron cercados cerca de 50.000 soldados alemanes (véase batalla de Korsun-Cherkasy). De esta manera, quedó cada vez más claro que la situación alemana en Ucrania era insostenible, sin embargo, Hitler se negó a ordenar una retirada general. En abril cayó Odesa y Sebastopol un mes después. Para cuando la ofensiva terminó el Ejército Rojo había liberado la mayor parte de Ucrania y había alcanzado la frontera con Rumanía, además había ocasionado severas pérdidas al Grupo de Ejércitos Sur alemán.
Después del desastre de Smolensk, el Grupo de Ejércitos Centro y Norte habían logrado recuperarse y habían mantenido al Ejército Rojo alejado del Dniéper en el norte. Sin embargo, en enero de 1944, los frentes del Norte se activaron de nuevo, la Ofensiva de Leningrado-Nóvgorod permitió finalmente levantar el sito de Leningrado, después de un cerco de cerca de 900 días. Poco después, Nóvgorod también fue liberada y en febrero el avance soviético se detuvo en la frontera con Estonia, después de haber hecho retroceder 100 kilómetros el frente y liberar por completo la región de Leningrado.

### La Operación Bagratión

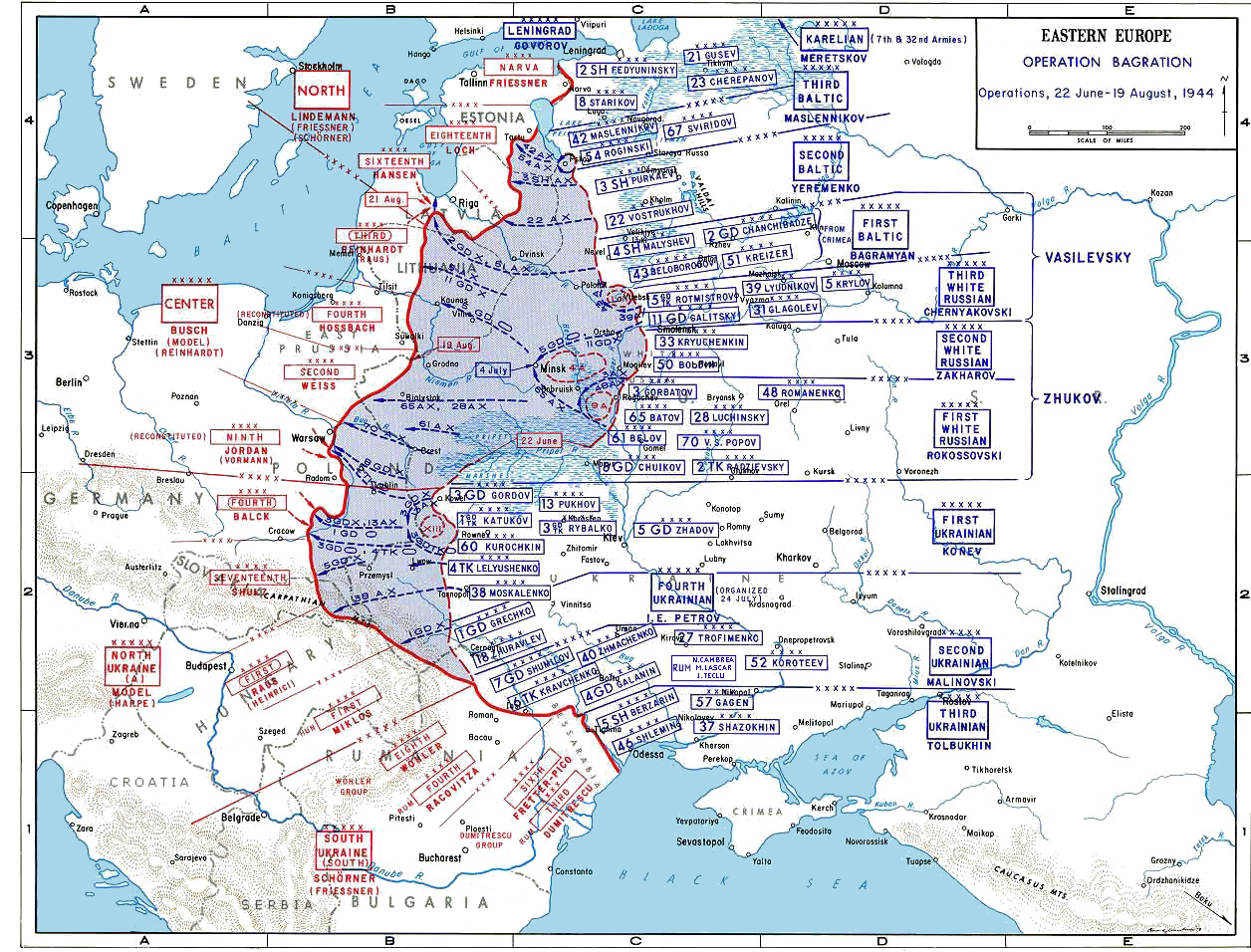
Mapa de la Operación Bagratión.

Con el frente en el sur muy aislado, el Alto Mando soviético concluyó que lo mejor sería avanzar por Bielorrusia también, ya que si las tropas soviéticas continuaban avanzando por Ucrania extendería peligrosamente las líneas de suministros Finalmente se llegó a elaborar la Operación Bagratión, cuyo objetivo sería empujar el frente más allá de Minsk. Los alemanes, por su parte, habían estado retirando tropas de Bielorrusia, ya que esperaban un ataque más al sur, frente a Leópolis.
El 6 de junio, las tropas angloamericanas por fin desembarcaron en Europa, aliviando la presión que existía en el frente oriental.
El 9 de junio de 1944, el Ejército Rojo logró expulsar a los finlandeses del lago Ládoga. Los alemanes en Finlandia, comandados por el general Lothar Rendulic, empezaron a prepararse para escapar de Finlandia, porque sabían que este país los traicionaría pronto. El propio Carl Gustaf Mannerheim les había advertido tiempo atrás que si los alemanes eran expulsados de Estonia, Finlandia negociaría la paz. En efecto, el 19 de septiembre la Unión Soviética y Finlandia firmaron un armisticio, y este país le declaró la guerra a Alemania poco después (véase guerra de Laponia). En su huida, los alemanes arrasarían con varias poblaciones como medida de represalia, incluyendo Rovaniemi.
El 23 de junio, la Operación Bagratión se desencadenó, y los resultados fueron palpables en menos de 24 horas. De esta manera, para el 27 de junio las fuerzas alemanas en Vítebsk habían sido derrotadas, mientras que el 9.º Ejército alemán, unos setenta mil hombres, había sido capturado casi en su totalidad.
Mientras tanto, el 4.º ejército alemán, batiéndose en retirada desde Orsha, se tuvo que detener en el río Berézina, porque Hitler le prohibió retroceder más. Cuando el desastre era inminente, el comandante del 4.º ejército desobedeció las órdenes, e hizo cruzar las tropas, evitando un desastre mayor.

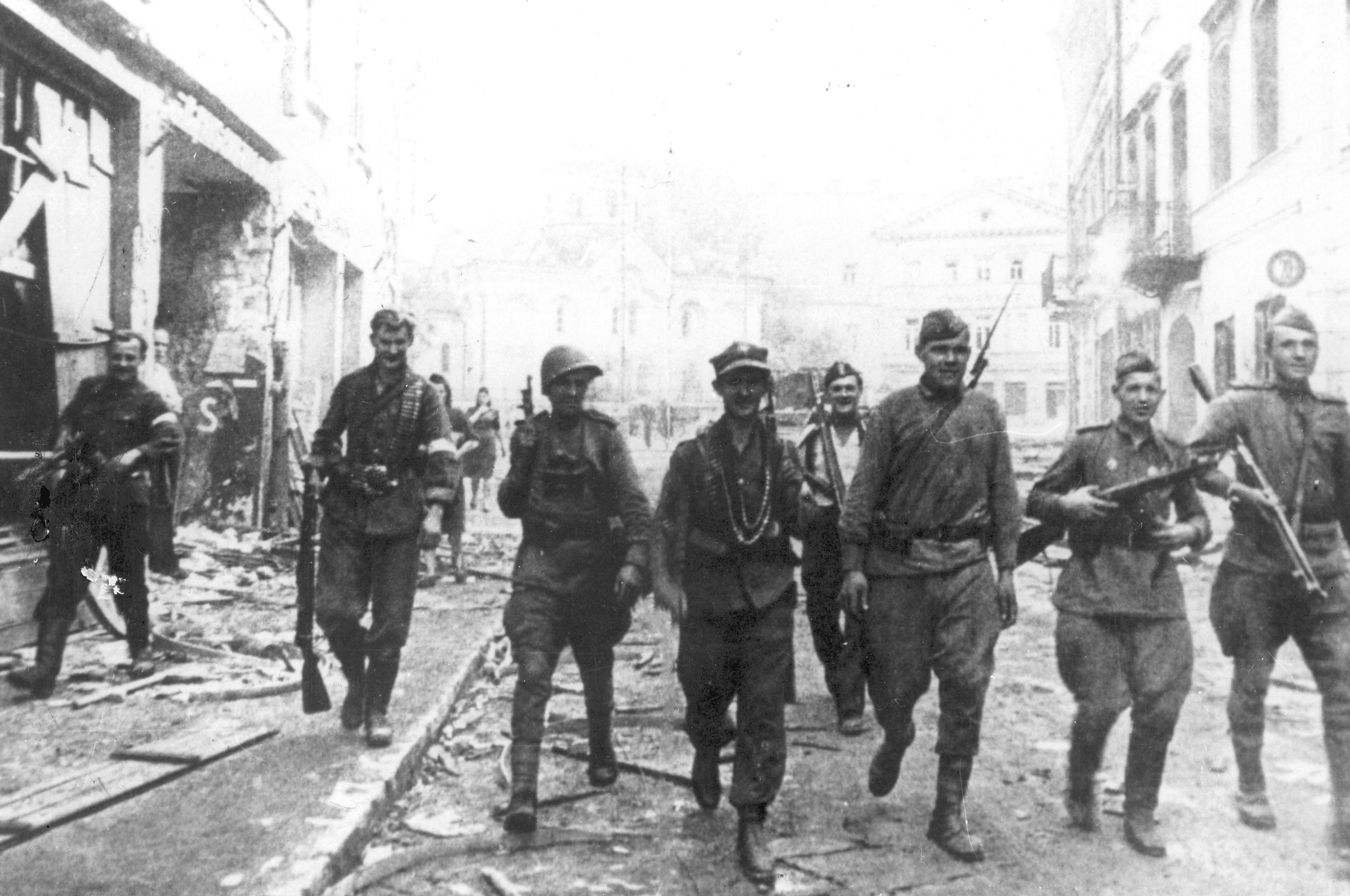
Soldados soviéticos y polacos del Armia Krajowa en Vilna, julio de 1944.

Por otro lado, el Grupo de Ejércitos Norte también fue atacado, ya que muchas tropas se retiraron al sur, hasta Minsk, donde fueron cercadas el 3 de julio. Una semana después, la ciudad caía. Inmediatamente, el Ejército Rojo avanzó hacia Lituania y tomó Vilna rápidamente.
Finalmente, el 29 de agosto, el avance soviético se detuvo. Para ese momento, el Segundo Frente Bielorruso estaba a menos de ochenta kilómetros de Prusia Oriental, en aquel momento parte de Alemania. Más al sur, el Primer Frente Bielorruso había entrado a Polonia y cruzado el río Vístula, además parte importante del Grupo de Ejércitos Norte no se había podido retirar y había quedado aislado en Curlandia. Después de avanzar casi 600 km en un frente de 1120 kilómetros, los estados del Báltico habían sido liberados de la ocupación nazi, y solo era cuestión de tiempo para que Polonia fuera también liberada por la Unión Soviética. Además, en el sur, el avance sobre Ucrania finalmente se había completado, y el 23 de agosto, el gobierno pronazi de Rumania fue derrocado. El 12 de septiembre, Rumania se rindió, y los Balcanes fueron abiertos completamente al Ejército Rojo.
En total, la Operación Bagratión golpeó a dieciséis divisiones alemanas y causó bajas a otras 50 divisiones. Con los aliados desembarcando en Francia al oeste, y habiendo perdido más de 200 000 hombres en el este en los últimos tres meses, era obvio que la Wehrmacht debería tomar medidas extraordinarias si quería evitar que los soviéticos entraran al corazón de Alemania.

## Conquista de Alemania

### Avance hacia Alemania
Con los soviéticos a pocos kilómetros de Varsovia, los polacos del Armia Krajowa, decidieron que ya era hora de levantarse en masa contra la ocupación alemana. Sin embargo, la ofensiva soviética tuvo que detenerse por problemas de abastecimiento: los mejores pronósticos soviéticos no habían predicho tal avance y por ende las líneas de suministros se habían extendido demasiado. Además un ataque de cuatro divisiones panzers al mismo tiempo hizo retroceder a la vanguardia soviética que ya estaba llegando a los suburbios de Varsovia. Por este u otros motivos Stalin no brindó apoyo alguno a los polacos, que por dos meses y con la ayuda lanzada por británicos y estadounidenses desde el aire, se enfrentaron contra tropas SS de élite El trágico alzamiento de Varsovia concluyó con la ejecución de 250 000 civiles, así como la destrucción prácticamente total de Varsovia y la disolución del movimiento de resistencia polaco como fuerza militar relevante.

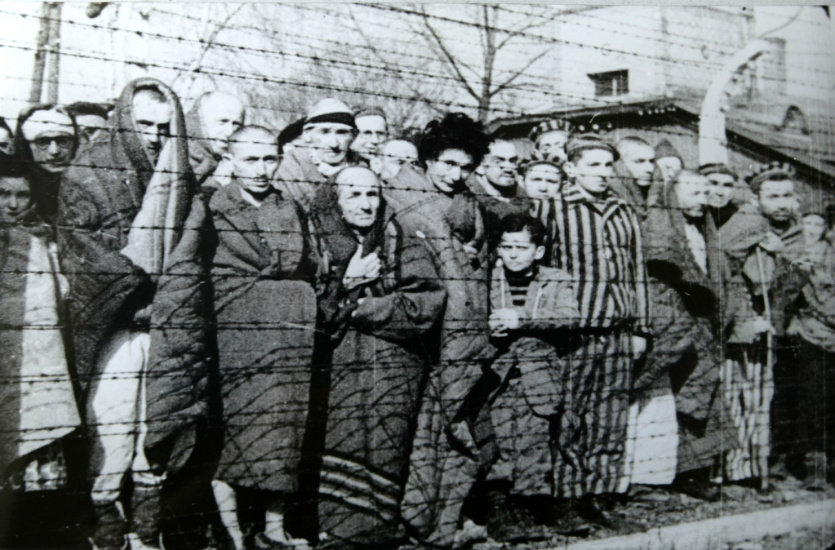
Prisioneros en el campo de exterminio nazi de Auschwitz en Polonia, durante la liberación por parte del Ejército Rojo, enero de 1945.

En septiembre de 1944, las tropas del Cuarto Frente Ucraniano, junto con soldados checoslovacos integrados en el 1.er Cuerpo de Ejército checoslovaco, avanzaron hacia Eslovaquia, en un vano intento de ayudar a los partisanos eslovacos en su rebelión contra la ocupación alemana (véase Insurrección nacional eslovaca). A pesar de sus intentos para socorrer a los partisanos, la insurrección fue aplastada por los alemanes y sus aliados húngaros de la Milicia de la Cruz Flechada. La rápida intervención alemana y la dificultad de atravesar los puertos de montaña de los Cárpatos, ocupados por los alemanes, impidieron a los soviéticos ayudar a los partisanos en su insurrección. La ofensiva soviética fue muy costosa y solo la Batalla del paso de Dukla, costó a los soviéticos 85.000 bajas.
En enero de 1945, los soviéticos llegaron finalmente a Varsovia, y con una fuerza de tanques, infantería y artillería diez veces superior a las fuerzas alemanas, reiniciaron su ofensiva, cubriendo entre treinta y cuarenta kilómetros por día en Polonia. La población alemana de Prusia Oriental, Dánzig y Poznan fue evacuada en el marco de la Operación Aníbal. Varios barcos con civiles y militares alemanes fueron hundidos por submarinos rusos, siendo los más conocidos el Wilhelm Gustloff y el Goya, con ocho mil y seis mil muertos respectivamente. El éxodo alemán llevó a miles de refugiados a buscar refugio en ciudades como Coblenza, Dresde y Hamburgo, las cuales serían bombardeadas por los estadounidenses y británicos con bombas incendiarias, con miles de civiles muertos incluyendo prisioneros de guerra ingleses. Solo en Dresde se contabilizaron más de 40.000 desaparecidos, esto como resultado de la política aliada presidida por el Mariscal del Aire, el inglés Arthur Harris.
El 27 de enero, las tropas del Primer Frente Ucraniano de Iván Kónev (la 322.º División de Fusileros del 60.º Ejército) liberaron el campo de exterminio de Auschwitz. A pesar de los intentos de las unidades de las SS en retirada para destruir partes del campo, las fuerzas soviéticas aún encontraron evidencia gráfica del Holocausto. Allí se encontraron a cientos de prisioneros enfermos y agotados. Los alemanes se habían visto forzados a abandonarlos durante la apresurada retirada del campo. También dejaron las pertenencias de las víctimas: 348.820 trajes de hombre, 836.255 abrigos de mujeres y decenas de miles de pares de zapatos. Posteriormente los soviéticos también liberarían otros campos de exterminio como Płaszów, Stutthof y Ravensbrück.

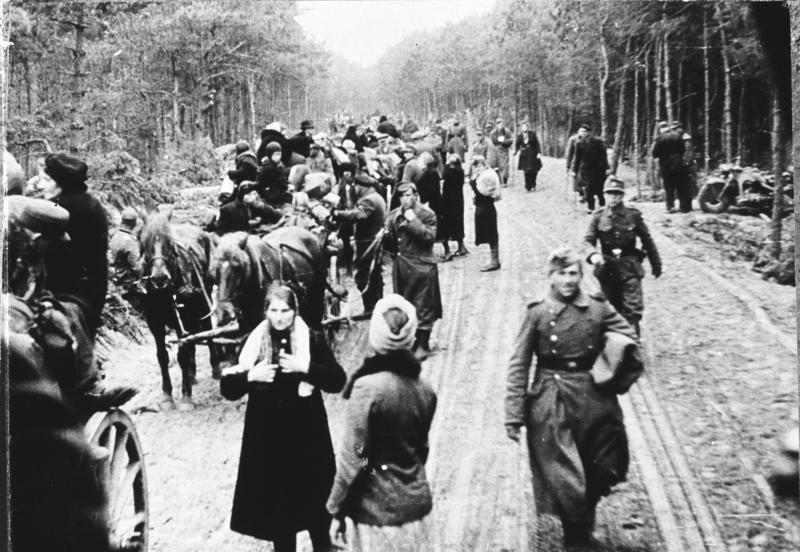
Refugiados alemanes de Prusia Oriental, febrero de 1945.

Para inicios de febrero, el Ejército Rojo se encontraba desplegado a lo largo del río Oder, a unos 60 km de Berlín. Lo que quedaba del Grupo de Ejércitos Norte continuaba resistiendo en Curlandia, olvidados por Berlín, mientras que el Grupo de Ejércitos Centro también estaba aislado en Königsberg. Solo quedaba la mitad del Grupo de Ejércitos Sur (Grupo de Ejércitos A) para resguardar la entrada a Berlín, ya que muchas tropas habían sido enviadas al oeste de Alemania para intentar contener a la ofensiva angloamericana durante la batalla de las Ardenas.
Además de renombrar al Grupo de Ejércitos Norte, como Grupo de Ejércitos Curlandia, Hitler nombró a Heinrich Himmler comandante del recién creado Grupo de Ejércitos Vístula, a pesar de que este no tenía ninguna experiencia comandando tropas, esta decisión fue tomada por la sencilla razón de que Hitler ya no confiaba en la Wehrmacht desde el atentado del 20 de julio (Operación Valkiria). El contraataque lanzado por Himmler el 24 de febrero fracasó, después de la guerra la región de Pomerania, fue dividida en dos partes y la parte oriental fue anexada a Polonia.
Más al sur, tres intentos alemanes de sacar a sus tropas atrapadas en Budapest, fracasaron, y la guarnición de Budapest se lanzó en una carga suicida contra los soviéticos, muriendo la mayoría, si bien algunos alemanes lograron escapar. No obstante, Hitler ordenó a sus hombres avanzar hasta el Danubio, ejecutando una ofensiva en el lago Balatón, que fracasó. Esta fue la última ofensiva importante de Alemania en el resto de la guerra.
Aprovechando el fracaso alemán, el Ejército Rojo liberó Hungría, y para el 13 de abril, Viena ya había sido también liberada. El 9 de abril, la guarnición alemana de Königsberg se rindió, sin embargo, la lucha en Heiligenbeil y Dánzig continuó hasta el final de la guerra en Europa.

### Batalla de Berlín
Las fuerzas soviéticas y polacas designadas para lanzar esta ofensiva sumaban dos millones y medio de hombres (2 062 100 de tropas de combate, incluidos 155 900 polacos), 6250 tanques, 7500 aviones, 41 600 piezas de artillería, 3255 lanzacohetes Katyusha, y casi cien mil vehículos de transporte. A estas fuerzas se oponían un millón de soldados alemanes (766 750 tropas de combate), 1519 tanques, 9303 piezas de artillería y 3000 aviones, aunque la severa escasez de combustible límitaba sustancialmente el apoyo aéreo de la Luftwaffe.
El 16 de abril, la llamada batalla de Berlín empezó, y si bien Zhúkov encontró problemas en las llamadas Colinas de Seelow (véase Batalla de las Colinas de Seelow), en el sur, el 1.º Frente Ucraniano de Iván Kónev llegó sin problemas al sur de Berlín. El Primer Frente Bielorruso de Zhúkov se vio presionado a acelerar el paso, ya que deseaba capturar Berlín primero. Zhúkov rodeó Berlín y atacó desde el noroeste, mientras que Kónev, que se detuvo momentáneamente por órdenes de Stalin, llegó después a Berlín y atacó por el sur.
El 24 de abril, el general Helmuth Weidling, comandante del LVI Cuerpo Panzer, se dirigió al búnker de Hitler para ser fusilado después de haber sido acusado de haber escapado a Potsdam. Sin embargo, como síntoma de la inestabilidad mental que Hitler mostró en sus últimos meses, Weidling no solo no fue ejecutado, sino que fue nombrado Comandante en Jefe de las fuerzas en Berlín, ya que Goebbels, el Defensor nominal de Berlín, no tenía preparación militar. La batalla de Berlín fue dura, los nazis reclutaron a los varones entre 13 y 60 años (véase Volkssturm), por lo que era normal ver niños de las juventudes hitlerianas, así como ancianos e inválidos, en los puestos de artillería o usando Panzerfausts. Las bajas fueron muy elevadas por los dos bandos, y los edificios de Berlín sufrieron grandes destrozos, incluyendo la Cancillería del Reich, el Reichstag y la puerta de Brandeburgo. Aquellos civiles que se negaban a luchar eran ejecutados inmediatamente por los nazis. La cantidad de prisioneros fue baja comparada con las de otras batallas, los miembros de las juventudes hitlerianas fueron de los que más ferozmente combatieron, sobreviviendo solo dos de ellos. Hitler se negó a abandonar la capital para ir al Berchtesgaden, por lo que los altos oficiales de la Wehrmacht rehusaron rendirse, ya que todos habían tomado un juramento de lealtad al Führer.

El Feldmarschall Wilhelm Keitel se rinde ante los soviéticos el 9 de mayo de 1945.

El 30 de abril, el canciller de Alemania, Adolf Hitler, se suicidó junto con su esposa, Eva Braun. Varios personajes importantes del gobierno nazi hicieron lo mismo, incluyendo Joseph Goebbels y su esposa, que antes envenenaron a sus seis hijos. El secretario de Hitler, Martin Bormann desapareció en la batalla, si bien varias personas aseguran que lo vieron muerto con dos tiros en la espalda en una estación de metro de Berlín. Weidling rindió la ciudad a los soviéticos el 2 de mayo. El Feldmarschall Wilhelm Keitel fue capturado y luego participó en la firma del documento de rendición.
En la batalla murieron 80 000 soldados soviéticos y 280 000 resultaron heridos, por parte alemana las bajas se estiman en 458 080 muertos y heridos y 479 298 prisioneros. Además unos 22 000 civiles alemanes resultaron muertos durante los combates.
El almirante Karl Dönitz fue nombrado Presidente por Hitler antes de morir, y este dio permiso al general Alfred Jodl para firmar la rendición incondicional con la Unión Soviética el 7 de mayo, haciéndose efectiva al día siguiente. Los otros hombres de confianza de Hitler, Hermann Goering y Heinrich Himmler habían caído en desgracia al intentar hacer la paz por separado con los aliados. Ambos se suicidaron después de ser capturados por los estadounidenses.
El 9 de mayo, Día de la Victoria para la Unión Soviética, se convirtió en una fecha festiva, y el 24 de junio se celebró un impresionante desfile en la Plaza Roja de Moscú (véase Desfile de la Victoria de Moscú de 1945).
Las fuerzas alemanas ubicadas en Praga se negaron a rendirse, ya que tenían la esperanza de que los norteamericanos podrían capturar la ciudad antes que los soviéticos. Cuando fue obvio que los norteamericanos no tenían ninguna intención de ocupar Checoslovaquia, dejaron de luchar y escaparon al oeste. Todos los rumores que existían, asegurando que los alemanes habían construido una serie de fortalezas inexpugnables en los Alpes (Alpenfestung), resultaron ser falsos, y la mayoría de las tropas alemanas, hartas de la guerra, se rindieron en masa a los aliados occidentales.

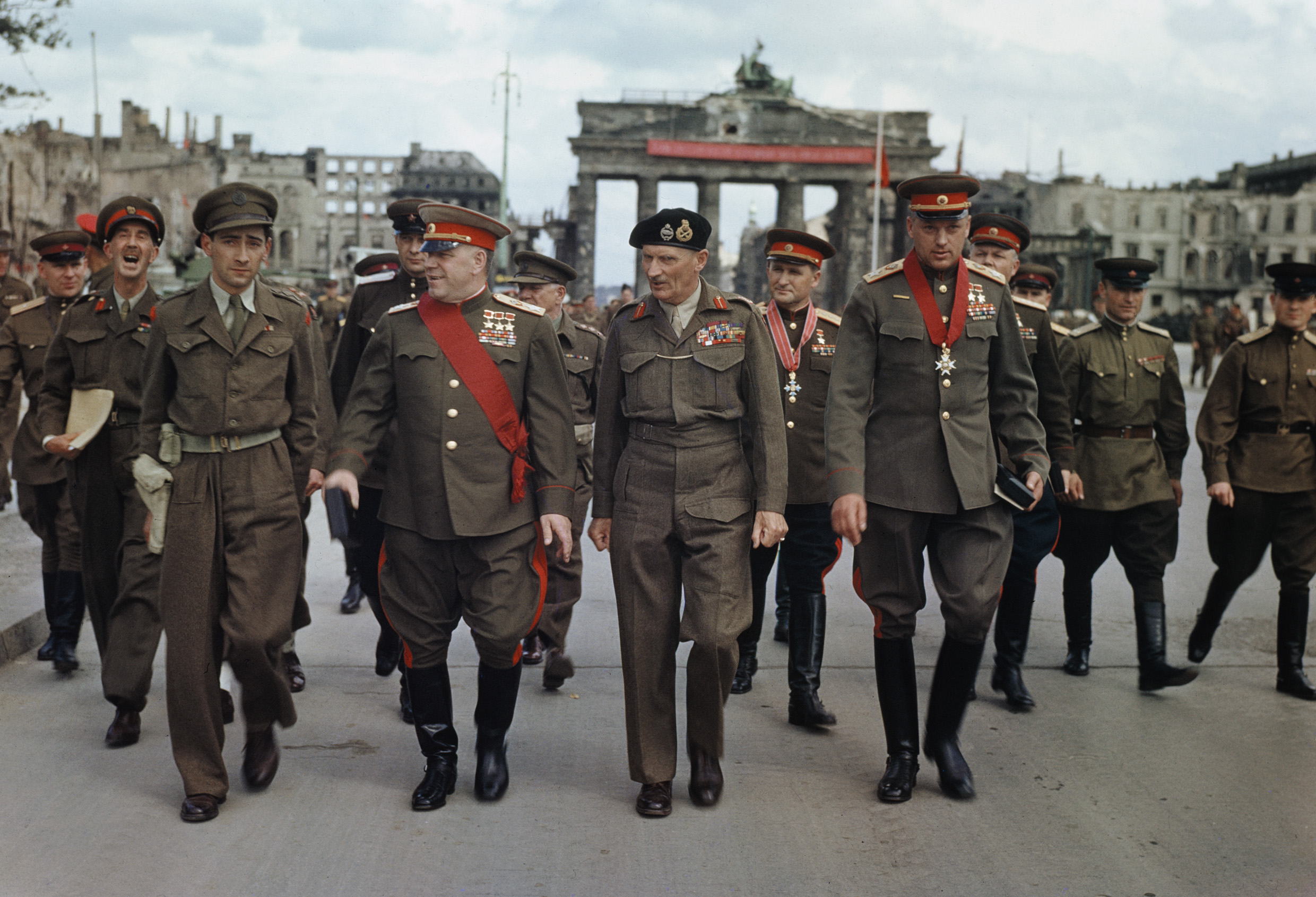
El mariscal de la Unión Soviética Gueorgui Zhúkov (adelante, segundo desde la izquierda), el general soviético Vasili Sokolovski (atrás, con condecoración), el mariscal de la Unión Soviética Konstantín Rokossovski (adelante, primero desde la derecha) y el mariscal de campo británico Bernard Montgomery (adelante, segundo desde la derecha) se alejan de la Puerta de Brandeburgo tras una ceremonia de entrega de medallas efectuada por Montgomery a los oficiales soviéticos el 12 de julio de 1945.

## Consecuencias

### Bajas

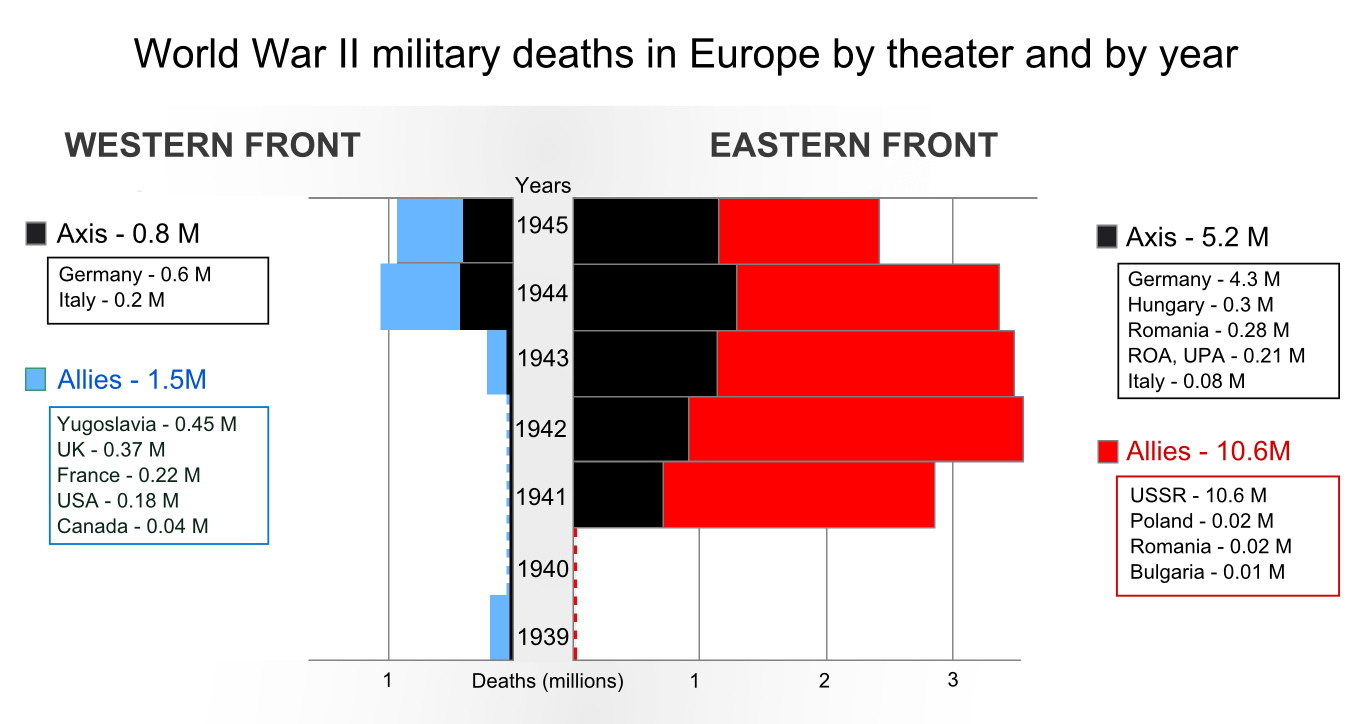
La Alemania nazi perdió más del 80% de sus mejores tropas mientras luchaba contra la Unión Soviética.

El frente oriental no tuvo paralelo en Europa por su ferocidad y brutalidad. La lucha involucró a millones de soldados y civiles en el bando soviético y el bando alemán. En este frente de operaciones murieron o desaparecieron más de 5,2 millones hombres de todas las fuerzas del Eje. Las muertes de civiles alemanes, debido a crímenes de guerra, en la huida o expulsión y el trabajo forzosos en la Unión Soviética es de 1,1 millón, y unos 400 000 civiles alemanes y austriacos opositores, homosexuales y judíos asesinados en los campos de exterminio alemanes, mientras que las pérdidas soviéticas duplican o triplican esas cifras, con más de 6,8 millones de militares muertos en combate y más de 3,8 millones de prisioneros y milicianos muertos en cautiverio o en campos de exterminio alemanes, aproximadamente el 57 por ciento de los prisioneros. El tratamiento dado por los alemanes a los prisioneros de guerra soviéticos fue dramáticamente diferente del dado a los prisioneros de guerra de Gran Bretaña y los Estados Unidos. De los 231.000 prisioneros británicos y estadounidenses encarcelados por los alemanes durante la guerra, solamente 8300 –3,6 por ciento— murieron en manos de los alemanes. Por otro lado de 2.389.560 prisioneros alemanes capturados por los soviéticos durante toda la guerra unos 469.687 murieron durante su cautiverio, una cifra sensiblemente inferior.
Las muertes de civiles abarcan entre 10 millones por la actividad militar y crímenes de guerra de lesa humanidad por el ejército alemán y SS; más de 4 millones debido al hambre, frío y enfermedades. La alta cifra de civiles y soldados caídos prisioneros, revela el maltrato que sufrieron ambos lados, la brutalidad que mostraron los nazis en contra los civiles en la ocupación de Europa Oriental y la Unión Soviética siguiendo las órdenes de Hitler de vaciar estas tierras de sus habitantes, a los que consideraban inferiores, Untermenschen, para proporcionar el Lebensraum (espacio vital) que necesitaba la nación alemana, la raza «superior», de los Ubermenschen. El uso de la táctica de la tierra quemada, ordenada por Hitler y Stalin, originó que miles murieran de frío y hambre, así como la destrucción de la infraestructura completa de muchas ciudades, Stalingrado y Varsovia por ejemplo. El progreso de la artillería y el bombardeo masivo originó que grandes masas de soldados fueran aniquiladas en minutos. En cuanto a los prisioneros, desfallecían por el cansancio debido a los trabajos forzados, el hambre, el frío y las ejecuciones en masa.
| Fuerzas del Eje | Fuerzas del Eje                             | Fuerzas del Eje                                                            | Fuerzas del Eje       | Fuerzas del Eje                             |
|                 | Total de muertos                            | Muertos en combate/Desaparecidos/Por heridas y enfermedades u otras causas | Prisioneros de guerra | Prisioneros de guerra muertos en cautiverio |
| --------------- | ------------------------------------------- | -------------------------------------------------------------------------- | --------------------- | ------------------------------------------- |
| Alemania        | 4 270 700 (3 940 519 solo personal militar) | 3 755 013                                                                  | 2 389 560             | 94 000 en tránsito +356 687 +otros 113 000  |
| Rumania         | 340 000                                     | 300 000                                                                    | 201 800               | 40 000                                      |
| Hungría         | 201 700                                     | 147 000                                                                    | 513 767               | 54 700                                      |
| Italia          | 72 683                                      | 45 000                                                                     | 48 957                | 27 683                                      |
| Total           | 5 247 686 +Otros                            | 4 561 616 +Otros                                                           | 3 761 366 +Otros      | 686 070 +Otros                              |

Las pérdidas alemanas en general incluyen las Schutzstaffel, Volkssturm, Juventudes Hitlerianas, Organización Todt, Reichsarbeitsdienst, Ministerio de Transporte del Reich y Ordnungspolizei (330 181). Suicidios, sentencias a muerte, no información (48 000).
Las pérdidas aliadas del Eje incluyen tropas del ROA (Ejército ruso de liberación) (215 000), finlandeses (55 403), otras perdidas del Eje (44 200). Prisioneros austriacos (156 682), otros prisioneros del Eje (450 600). 
| Fuerzas Aliadas | Fuerzas Aliadas                              | Fuerzas Aliadas                                              | Fuerzas Aliadas                             | Fuerzas Aliadas                             |
|                 | Total de muertos                             | Muertos en combate/Por heridas y enfermedades u otras causas | Prisioneros de guerra                       | Prisioneros de guerra muertos en cautiverio |
| --------------- | -------------------------------------------- | ------------------------------------------------------------ | ------------------------------------------- | ------------------------------------------- |
| Unión Soviética | 10 747 500 (8 668 400 solo personal militar) | (150 000 sentencias u otras causas) 6 884 500                | 5 734 000 (4 559 000 solo personal militar) | 3 863 000 (1 783 900 solo personal militar) |
| Polonia         | 24 000                                       | 24 000                                                       | Desconocido                                 | Desconocido                                 |
| Rumania         | 17 000                                       | 17 000                                                       | 80 000                                      | Desconocido                                 |
| Bulgaria        | 10 000                                       | 10 000                                                       | Desconocido                                 | Desconocido                                 |
| Total           | 11 251 500 +Otros                            | 7 388 500 +Otros                                             | 5 814 000                                   | 3 863 000                                   |

Las pérdidas aliadas de la Unión Soviética incluyen a los yugoslavos (450 000) y checos (3 000).
Las fuerzas polacas, que inicialmente consistían en refugiados tanto de la invasión alemana como de la invasión soviética de Polonia en 1939, empezaron a pelear junto al Ejército Rojo en 1943. Cuando se empezó a liberar Polonia, más polacos se unieron al combate.
Países como Rumanía, Bulgaria y Eslovaquia cambiaron de bando cuando la Unión Soviética se acercó a sus fronteras.

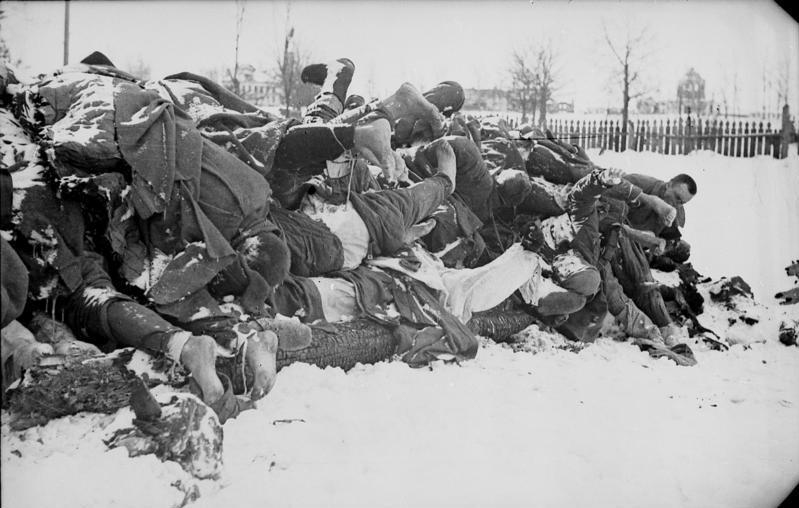
Soldados soviéticos muertos en Jolm, enero de 1942.

Basándose en fuentes soviéticas, Krivosheev calculó las pérdidas alemanas en el Frente Oriental entre 1941 y 1945 en 6.923.700 hombres: incluyendo 4.137.100 muertos en combate, por heridas o enfermedades, desaparecidos y dados por muertos, 2.571.600 hechos prisioneros y 215.000 muertos entre los voluntarios soviéticos de la Wehrmacht. Las muertes de prisioneros de guerra fueron de 450.600, incluyendo 356.700 en campos de la NKVD y 93.900 en tránsito.
Según un informe elaborado por el Estado Mayor del Ejército, emitido en diciembre de 1944, las pérdidas de material en el Este desde el 22 de junio de 1941 hasta noviembre de 1944 ascendieron a 33.324 vehículos blindados de todo tipo (tanques, cañones de asalto, cazacarros, cañones autopropulsados y otros). Paul Winter, en Derrotando a Hitler, afirma: «Estas cifras son, sin duda, demasiado bajas». Según las declaraciones soviéticas, los alemanes perdieron 42.700 tanques, cazacarros, cañones autopropulsados y cañones de asalto en el Frente Oriental. En total, Alemania produjo 3.024 vehículos de reconocimiento. Estos vehículos se perdieron en el Frente Oriental. 
Los soviéticos perdieron 96.500 tanques, cazacarros, cañones autopropulsados y cañones de asalto, así como 37.600 otros vehículos blindados (como automóviles blindados y camiones semiorugas), para un total de 134.100 vehículos blindados perdidos.
Los soviéticos también perdieron 102.600 aviones (causas de combate y no combate), incluidos 46.100 en combate. Según afirmaciones soviéticas, los alemanes perdieron 75.700 aviones en el frente oriental.
Las Fuerzas Armadas Polacas en el Este, inicialmente compuestas por polacos procedentes de Polonia Oriental o de otros lugares de la Unión Soviética entre 1939 y 1941, comenzaron a luchar junto al Ejército Rojo en 1943 y crecieron de forma constante a medida que más territorio polaco era liberado de los nazis entre 1944 y 1945.

Cuando los países del Eje de Europa Central fueron ocupados por los soviéticos, cambiaron de bando y declararon la guerra a Alemania.

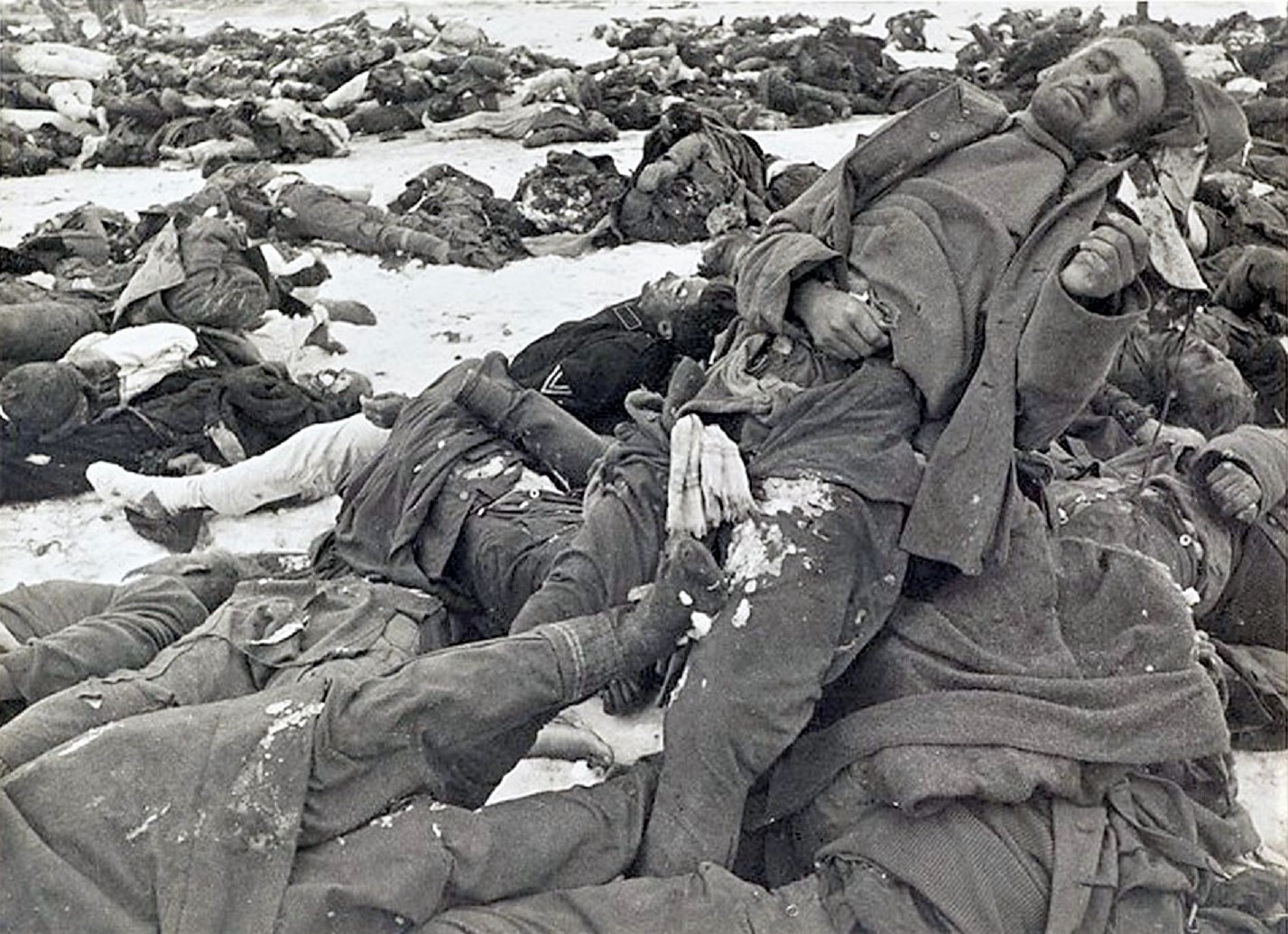
Cadáveres de soldados alemanes en un punto de recogida después de la batalla de Stalingrado, febrero de 1943.

Algunos ciudadanos soviéticos se aliaron con los alemanes y se unieron al Ejército de Liberación Ruso de Andrey Vlasov, al Ejército de Liberación Ucraniano, a la Legión Georgiana y a otras unidades de la Ostlegionen. La mayoría de los que se unieron eran prisioneros de guerra soviéticos. Estos voluntarios extranjeros de la Wehrmacht se emplearon principalmente en el Frente Oriental, pero algunos fueron asignados a la vigilancia de las playas de Normandía. El otro grupo principal de hombres que se unieron al ejército alemán eran ciudadanos de los países bálticos anexionados por la Unión Soviética en 1940 o de Ucrania Occidental. Lucharon en sus propias unidades de las Waffen-SS, incluyendo la Legión Letona y la División Galitzia.
La Unión Soviética también utilizó desertores de los países del Eje en combate. El Ejército Rojo tenía dos divisiones formadas por prisioneros de guerra rumanos, la División Tudor Vladimirescu y la División Horea, Cloşca Şi Crişan; durante el asedio de Budapest, algunos húngaros se unieron al Regimiento Voluntario de Buda del Ejército Rojo. La URSS no tenía un análogo completo del Ejército Vlasov que estaría compuesto por alemanes, sin embargo, los miembros del Comité Nacional para una Alemania Libre, formado principalmente por prisioneros de guerra alemanes, podían formar pequeñas unidades conocidas como Grupos de Combate (en alemán : Kampfgruppen) que participaban en combate con la Wehrmacht en sus áreas de retaguardia y en el frente como una fuerza auxiliar del Ejército Rojo y los partisanos soviéticos, aunque el combate no era su propósito principal. En el Tercer Reich, los miembros del Comité Nacional para una Alemania Libre eran conocidos como "Tropas Seydlitz", nombre dado en honor a Walther von Seydlitz-Kurzbach, quien había desertado a la URSS debido al mito extendido de que tenía su propia formación militar prosoviética.
La infame Orden del Comisario de Hitler exigía que los comisarios políticos soviéticos, responsables de garantizar la fiabilidad política de las unidades del Ejército Rojo, fueran fusilados sumariamente al ser identificados entre las tropas capturadas. Las tropas del Eje que capturaban soldados del Ejército Rojo con frecuencia los fusilaban en el campo de batalla o los enviaban a campos de concentración para ser utilizados como trabajadores forzados o asesinados. Además, millones de civiles soviéticos fueron capturados como prisioneros de guerra y tratados de la misma manera. Se estima que entre 2,25 y 3,3 millones de prisioneros de guerra soviéticos murieron bajo custodia nazi, de un total de 5,25 a 5,7 millones. Esta cifra representa un total del 45-57 % de todos los prisioneros de guerra soviéticos y puede contrastarse con las 8300 muertes de 231 000 prisioneros británicos y estadounidenses, o el 3,6 %. Alrededor del 5 % de los prisioneros soviéticos que murieron eran de etnia judía.

### Destino de los países en el frente oriental

Zonas de ocupación de la Alemania de la posguerra.

Siguiendo los acuerdos obtenidos en la Conferencia de Yalta y definidos en la Conferencia de Potsdam, Polonia cedería territorio a la Unión Soviética, recuperándolo de Alemania. De esta manera, la región de Silesia, la mitad occidental de Prusia Oriental y dos tercios de Pomerania fueron obtenidos por Polonia. La otra mitad de Prusia Oriental pasó a manos soviéticas, y hoy en día es administrada por Rusia bajo el nombre de Óblast de Kaliningrado. Las regiones de Lorena y Alsacia son devueltas a Francia, este país a su vez ocupa la región del Sarre, reserva de carbón de Alemania. En 1954, el Sarre es declarado zona libre europea, pero tres años después, los habitantes del Sarre se declaran alemanes de nuevo. La zona de los Sudetes es devuelta a Checoslovaquia, y Austria se convierte de nuevo en una nación independiente. Noruega y Dinamarca son desocupadas por los alemanes, aunque una provincia sureña danesa se une a Alemania de nuevo en un referendo. En total Alemania perdió 25% de su territorio antes de que empezasen las anexiones de Hitler.
Alemania es dividida en cuatro zonas de ocupación, si bien existió dudas acerca de darle una zona a Francia, considerando el poco importante papel de este país en la guerra. Posteriormente, ante la sospechosa insistencia de Stalin de unificar Alemania, en 1949, Reino Unido, Francia y los Estados Unidos unen sus zonas de ocupación bajo el nombre de Alemania Occidental, la parte ocupada por la Unión Soviética se convierte en Alemania Oriental. Alemania unificada recuperaría su soberanía en 1991.
Austria también es dividida en cuatro zonas de ocupación, pero este país recupera su soberanía poco después.
Finlandia también mantiene su soberanía. Además de restablecer las fronteras de 1940, Finlandia debió ceder toda el área alrededor de Petsamo, perdiendo definitivamente su salida al Mar de Barents, además tuvo que prestar la península de Porkkala a la Unión Soviética hasta 1956.
Las monarquías de Rumania, Bulgaria, Hungría y Yugoslavia no regresan al poder o, en caso de hacerlo, son derrocadas poco después. En Yugoslavia el comunista Josip Broz Tito llega al poder a través de elecciones.
Lituania, Estonia, Letonia, Ucrania y Bielorrusia continuaron siendo Repúblicas federadas de la Unión Soviética.
La Unión Soviética sale de la guerra como una superpotencia mundial de primera clase, con un inmenso y moderno ejército. Sin embargo, a diferencia de las potencias occidentales, este país ha sufrido daños irreparables en su infraestructura, por lo que exige fuertes indemnizaciones de guerra a la economía en bancarrota de Alemania.

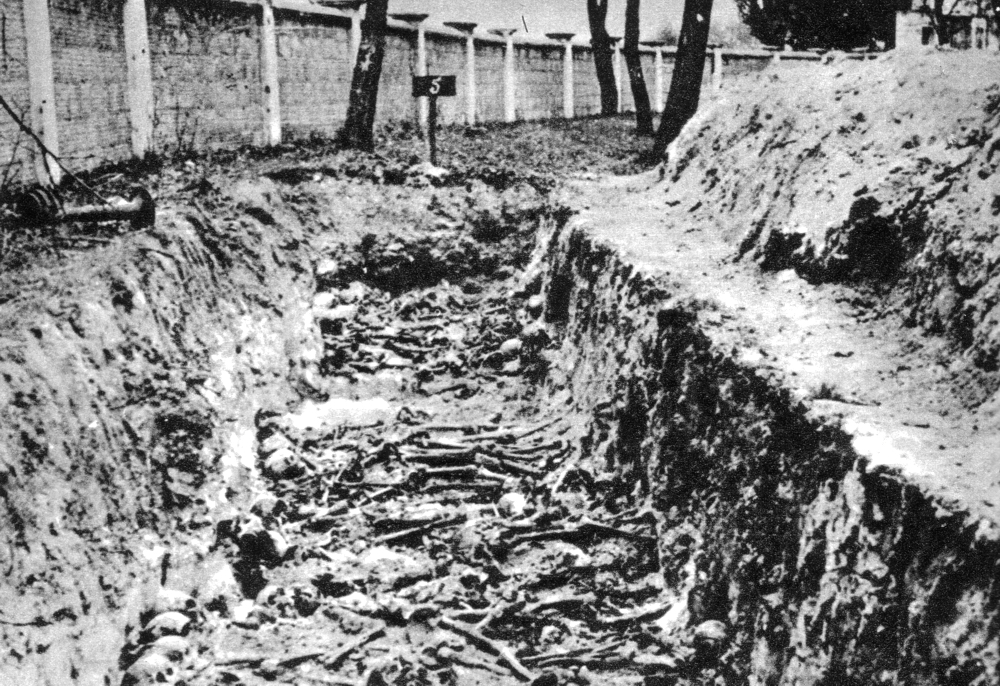
Fosa común de soldados soviéticos, campo de concentración de prisioneros de guerra alemanes en Deblin, Polonia ocupada por los alemanes.

Después de la guerra, aquellos líderes militares o nazis de las fuerzas del Eje fueron arrestados, siendo juzgados en una serie de juicios. Los más famosos de estos fueron los llamados Juicios de Núremberg, debido a la importancia política de los juzgados. En total, pocos alemanes fueron ejecutados a través de estos juicios, si bien muchos fueron encarcelados, la mayoría saldría libre antes de la década de los 70. Ningún aliado fue responsabilizado de algún crimen de guerra.
La Cancillería del Reich fue demolida en una ceremonia en la que estuvo presente sir Winston Churchill, este luego manifestó haber visto varios alemanes llorando. Oficialmente los restos de Hitler nunca fueron hallados, pero fuentes confiables rusas aseguran que fueron parcialmente recuperados por las fuerzas soviéticas, y junto a los restos de la familia Goebbels fueron llevados a un lugar en la Alemania Oriental. En 1970, por una orden del Kremlin, fueron reducidos a cenizas los huesos de Hitler y Eva Braun, y lanzados a un río. En Moscú se conservan hasta hoy solo fragmentos de sus calaveras y dentaduras.

## Conclusión
En el 50.º aniversario del desembarco de Normandía, una revista norteamericana publicó en portada una foto del general Eisenhower, que fue calificado como el hombre que derrotó a Hitler. Pero si alguien merecía esa distinción no era Eisenhower, sino Zhúkov, Vasilevski, Kónev o, quizá el propio Stalin.
En noviembre de 1942 los británicos derrotaron al Afrika Korps en la batalla del Alamein e infligieron al Eje unas pérdidas de unos 60 000 hombres. Ese mismo mes los soviéticos cercaron al Sexto Ejército y a parte del 4.º Ejército Panzer y aplastaron al Tercer y al Cuarto Ejércitos rumanos en la Batalla de Stalingrado e infligieron al Eje unas pérdidas de unos 300 000 hombres. En mayo de 1943 los aliados occidentales derrotaron al Eje en la Batalla de Túnez, donde tras intensos combates se rindieron unos 250 000 hombres. Mientras, el Ejército Rojo acabó con el cercado Sexto Ejército y destruyó al Octavo Ejército italiano y al Segundo Ejército húngaro, durante la Operación Pequeño Saturno, lo que suponían unas pérdidas de más de 500 000 hombres.
Las cifras de pérdidas de las Fuerzas del Eje refuerzan esa imagen del frente oriental como el teatro principal de la guerra, así entre septiembre de 1942 y noviembre de 1943 la Wehrmacht sufrió en el frente del Este, 2 077 000 bajas. Entre junio y noviembre de 1944 cuando la Alemania nazi ya combatía en dos frentes, la Wehrmacht sufrió 903 000 bajas en el Este frente a las 554 000 bajas que sufrió en todos los demás frentes. Finalmente durante la Batalla de las Ardenas, los alemanes perdieron unos 120 000 hombres, mientras en el Este en esas mismas fechas, sufrieron unas bajas de unos 1 750 000 hombres entre muertos, heridos y prisioneros.

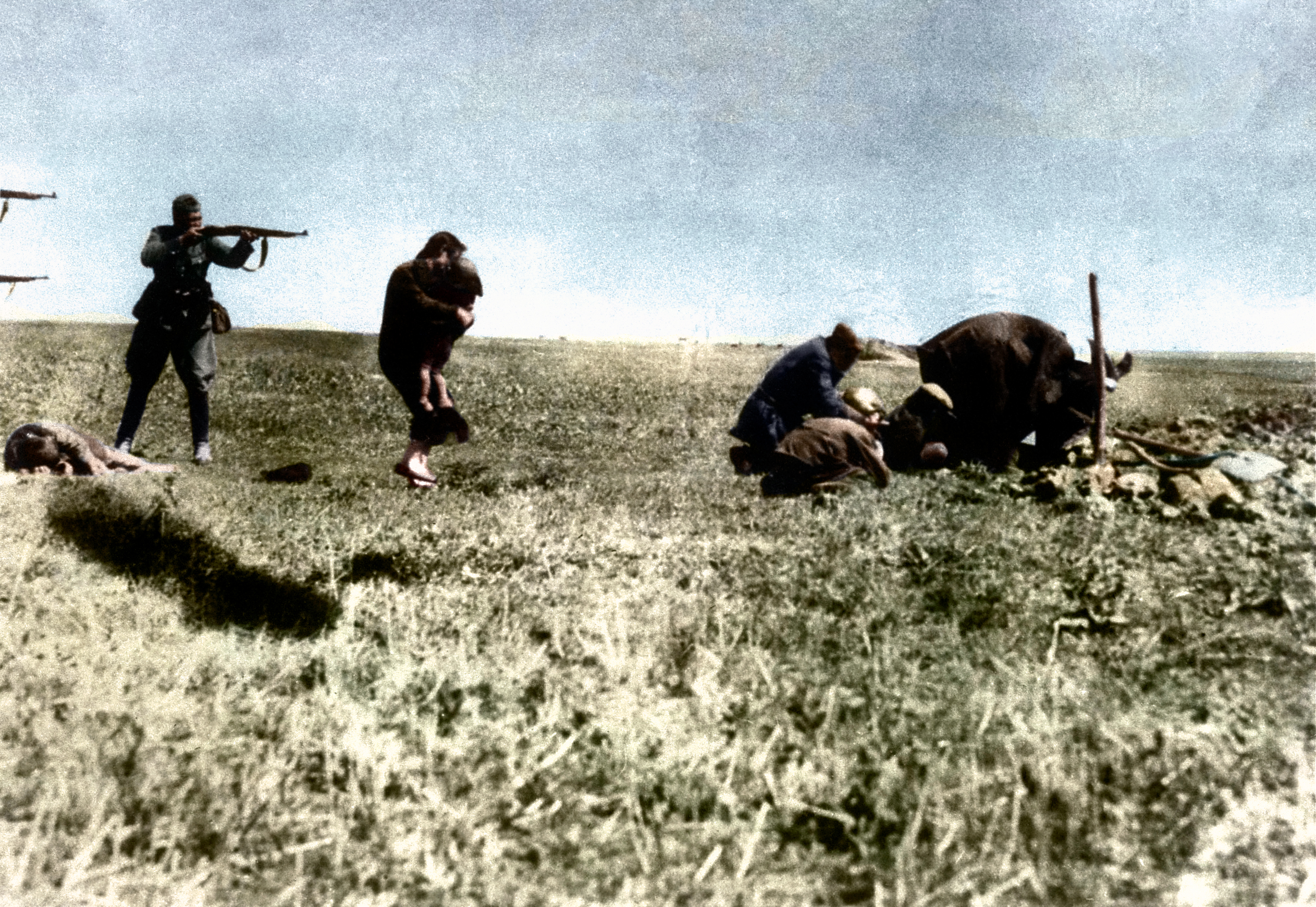
Einsatzgruppen asesinando en Ivanhorod, Ucrania, 1942.

En su conjunto las pérdidas totales de la Wehrmacht durante la Segunda Guerra Mundial fueron de 13 488 000 entre muertos, heridos y prisioneros. De los cuales, 10 758 000 cayeron, resultaron heridos o fueron hechos prisioneros en el Este. La escueta inscripción Caído en el Este  tallada en incontables tumbas alemanas jalonan el camino entre Berlín y Moscú, y son testigos mudos de la victoria del Ejército Rojo sobre la Alemania nazi. 
En palabras de Muñoz Lorente, «el frente del Este representó todo lo que en materia de desprecio por la vida humana y la moral de guerra se había podido imaginar en las sociedades civilizadas».